# Generi di Campanulaceae
Elenco dei generi della famiglia delle Campanulacee.
I corrispondenti nomi di origine italiana sono indicati in grassetto.

## A
- Adenophora Fisch, 1825 - Campanella
- Asyneuma Griseb. & Schenk, 1852 - Raponzolo
- Azorina Feer, 1890

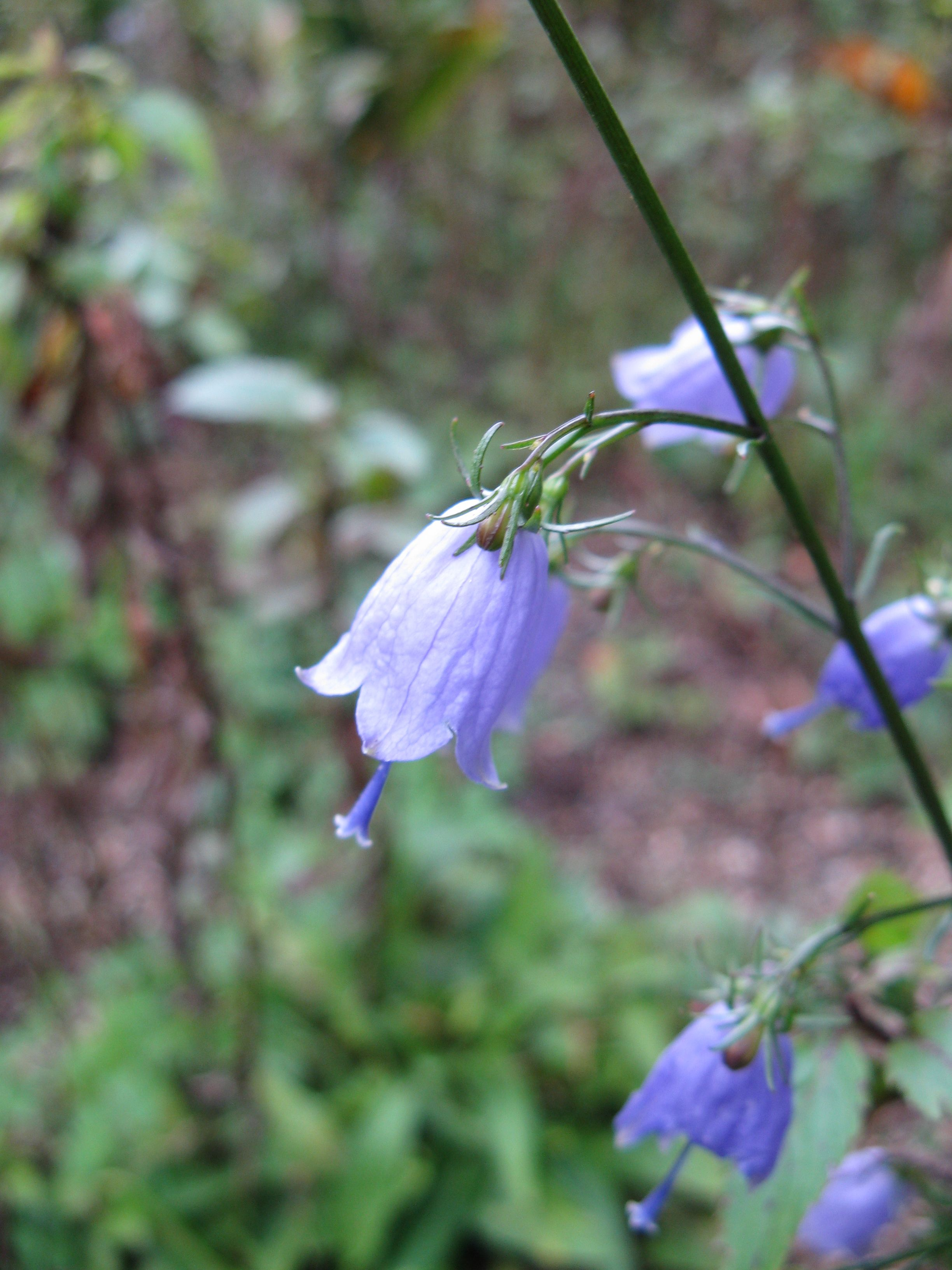
Adenophora triphylla var japonica
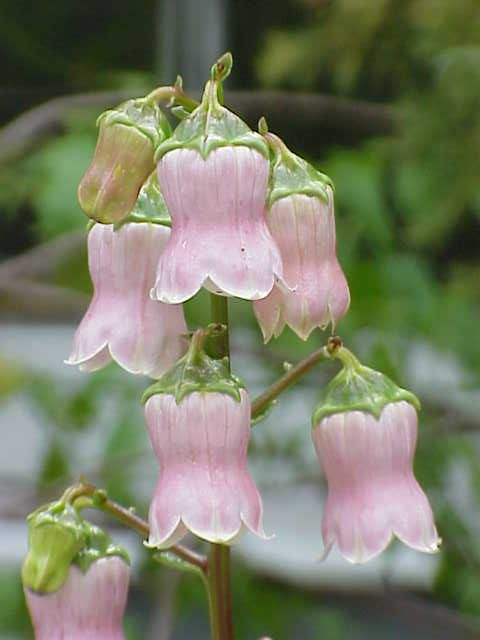
Azorina vidalii

## B
- Berenice Tul., 1857
- Brighamia A.Gray, 1867
- Burmeistera H.Karst. & Triana, 1855

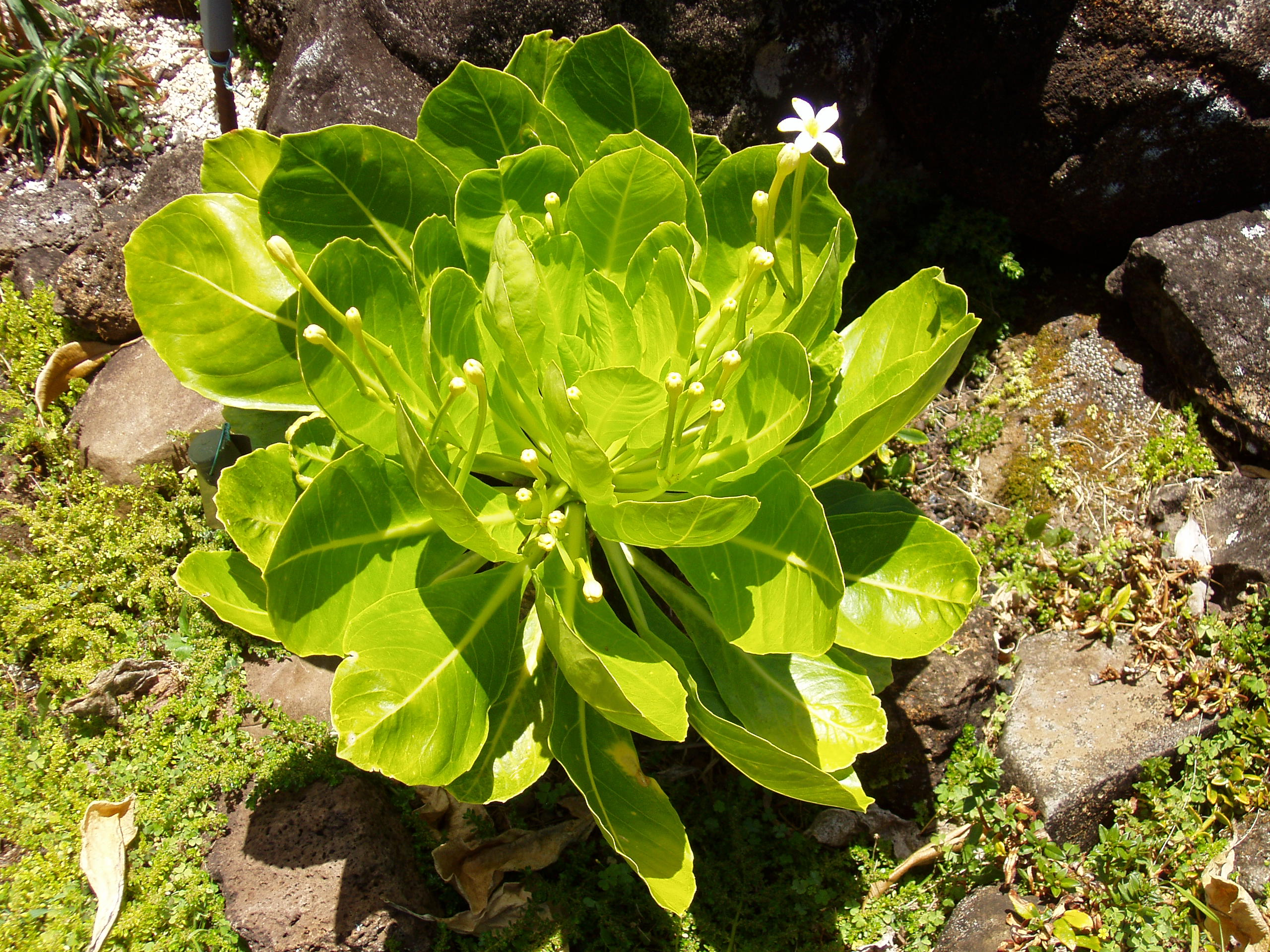
Brighamia insignis

## C
- Campanula L., 1753  - Campanunla
- Canarina L., 1771
- Centropogon C.Presl.,1836
- Clermontia Gaudich., 1829
- Codonopsis Wall.,1824
- Craterocapsa Hilliard & B.L.Burtt, 1973
- Cryptocodon Fed.,1957
- Cyananthus Wall. & Benth., 1836
- Cyanea Gaudich.,1828
- Cyclocodon Griff. ex Hook.f. & Thomson, 1857
- Cylindrocarpa Regel, 1877
- Cyphia P.J.Bergius, 1767
- Cyphocarpus Miers, 1848

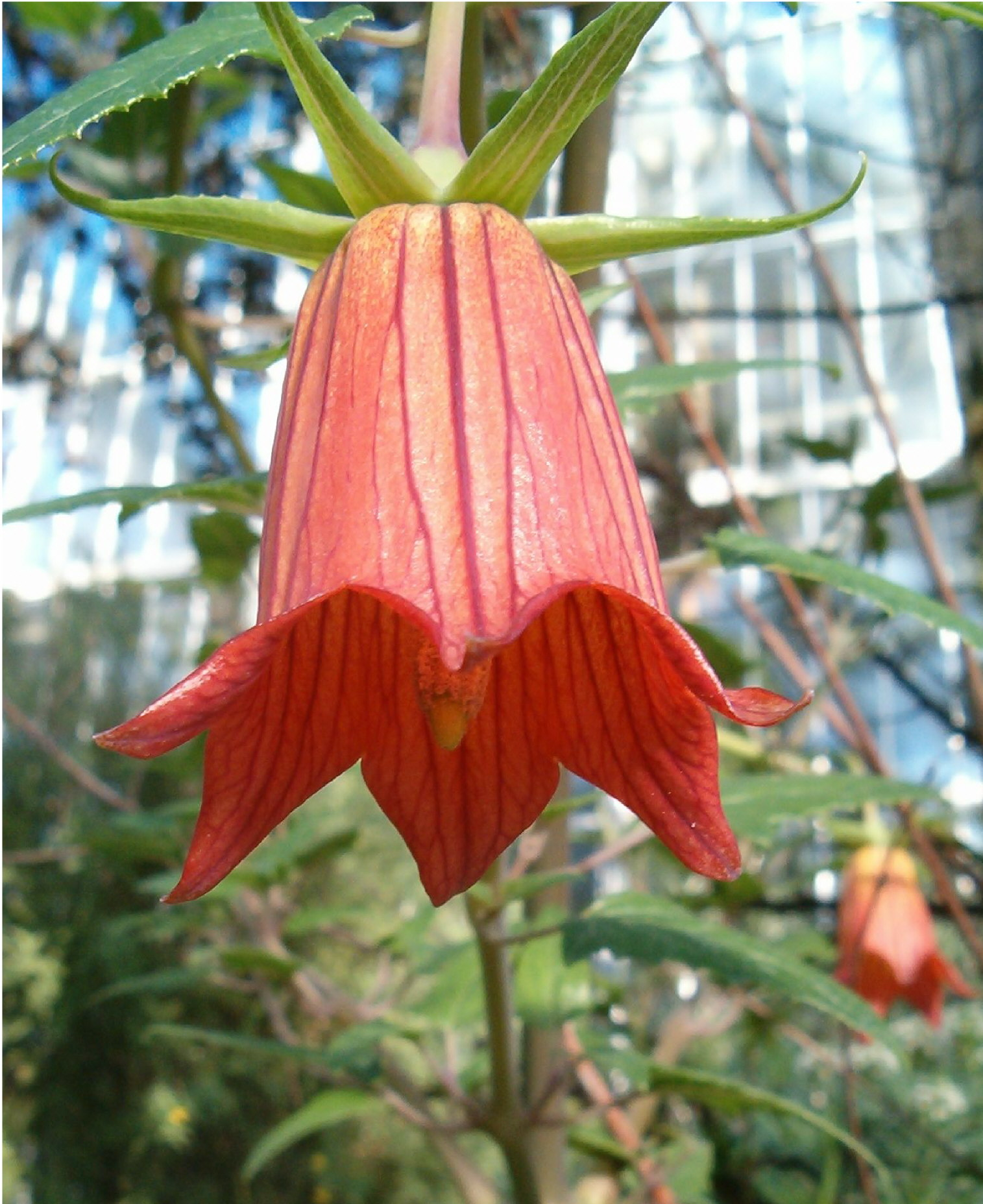
Canarina canariensis
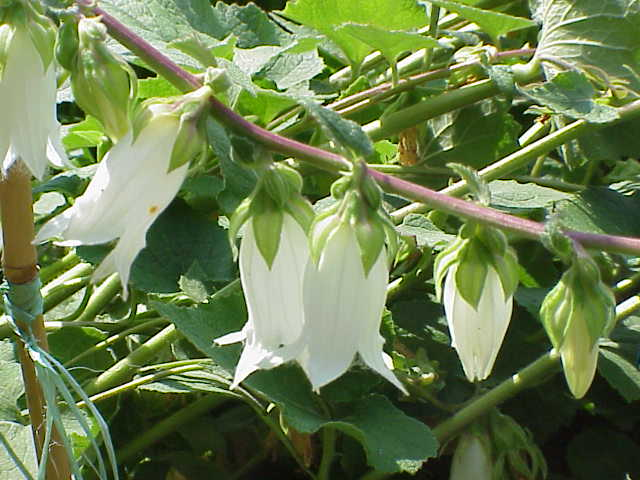
Campanula alliariifolia
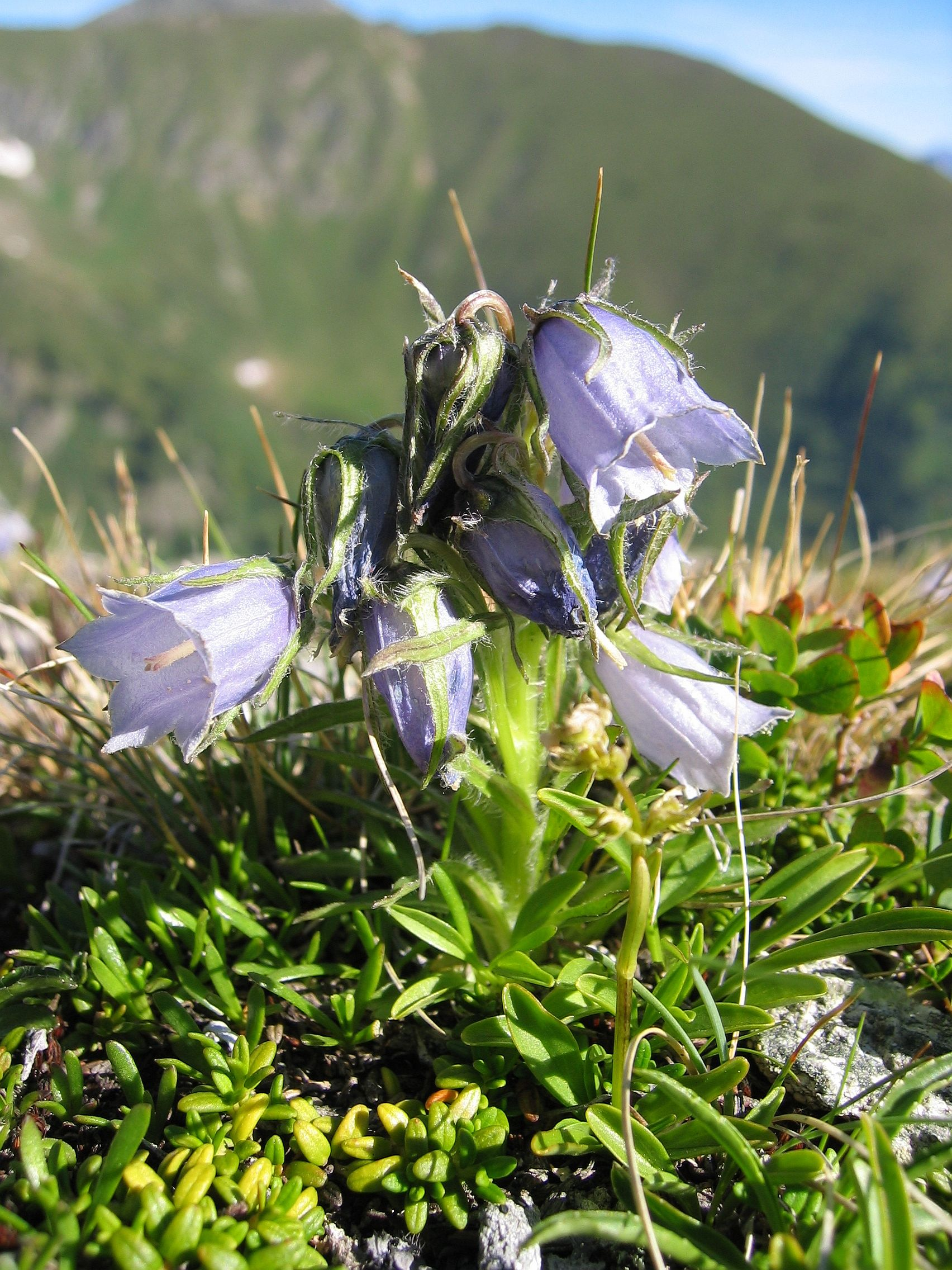
Campanula alpina
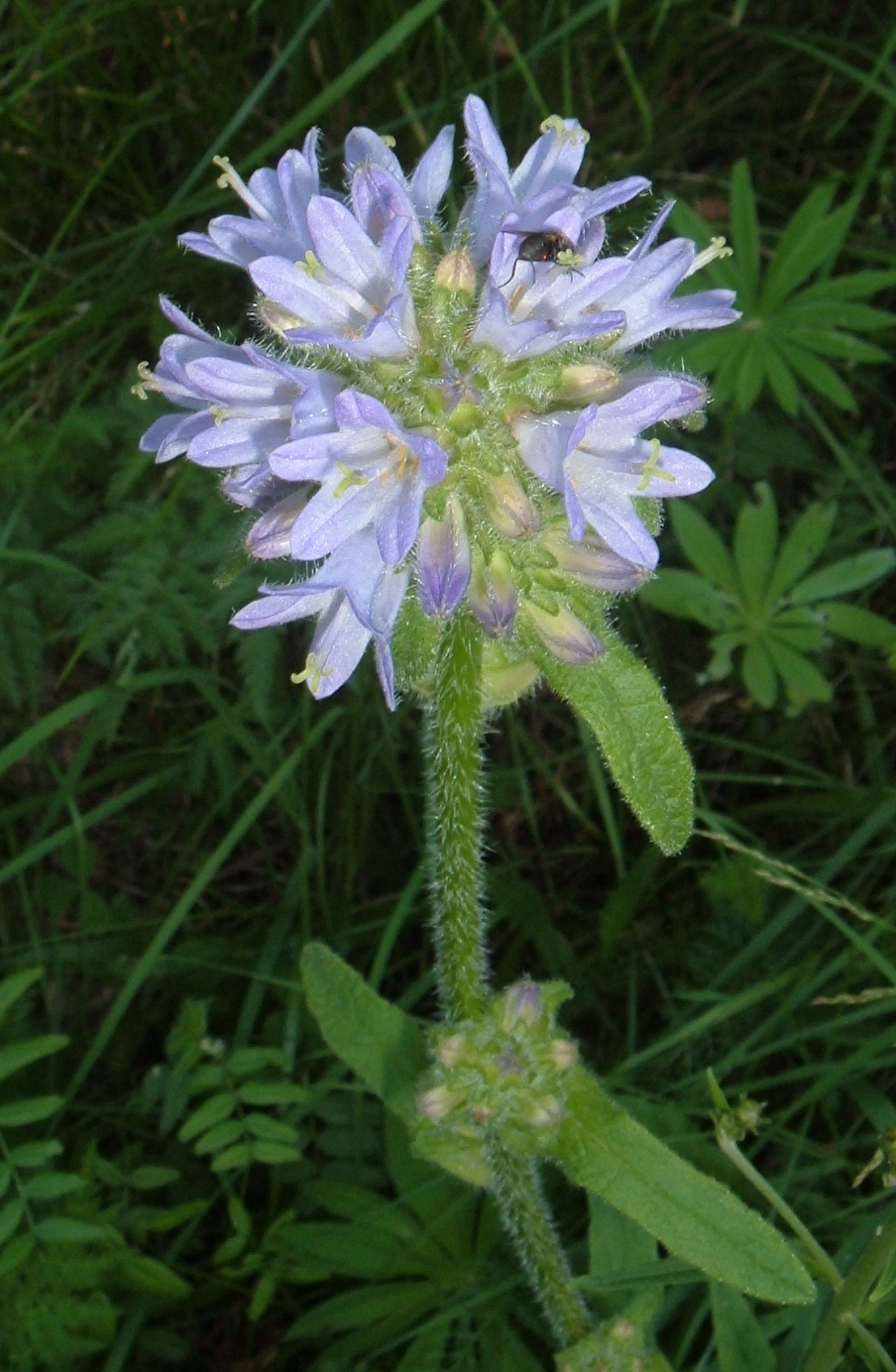
Campanula cervicaria
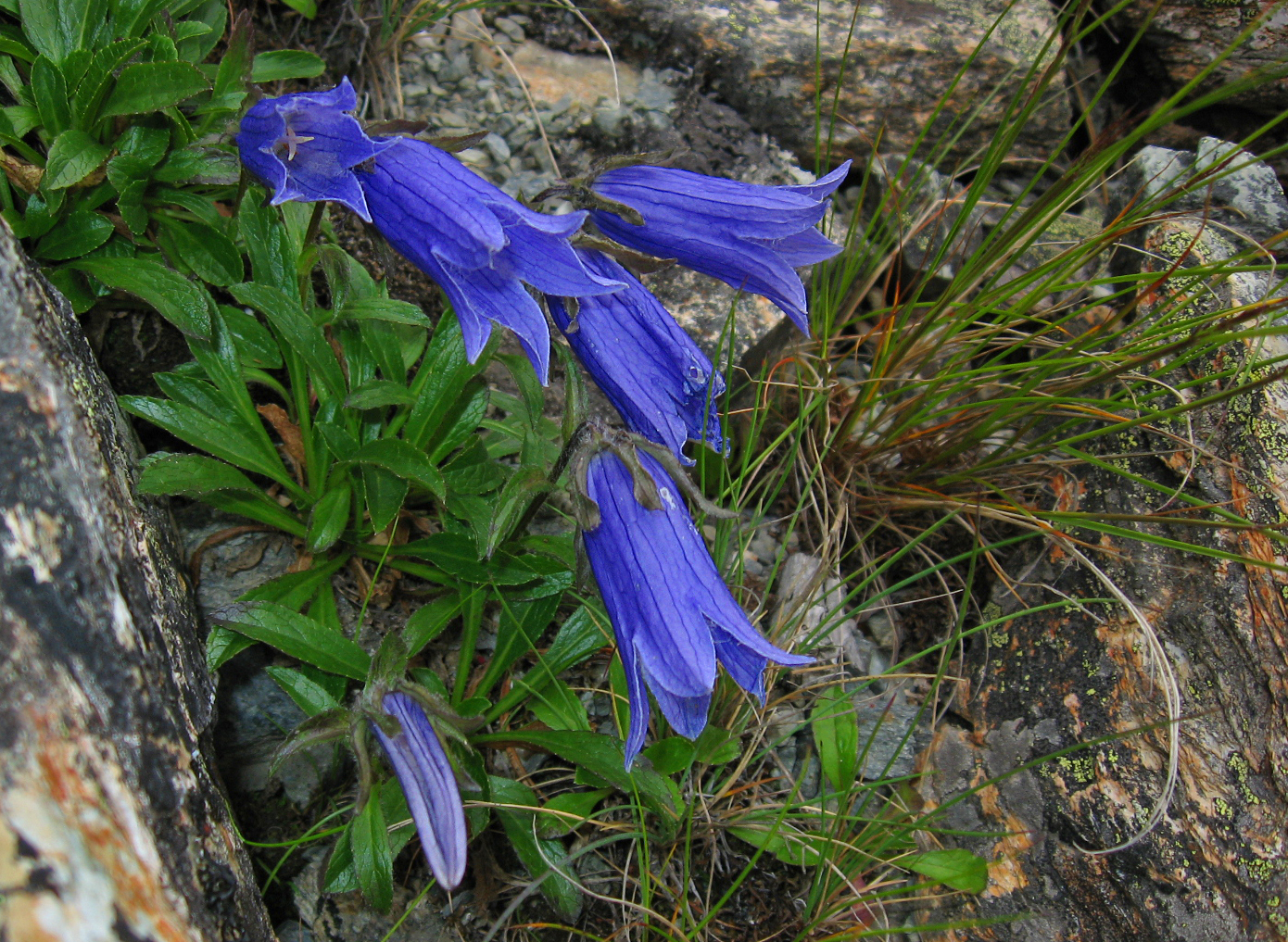
Campanula chamissonis
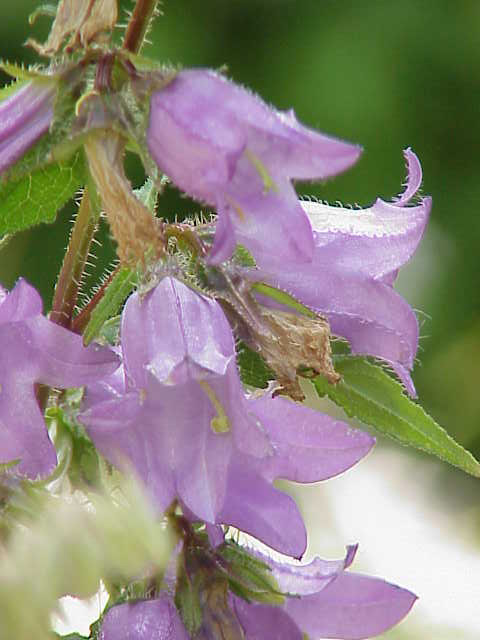
Campanula grossekii
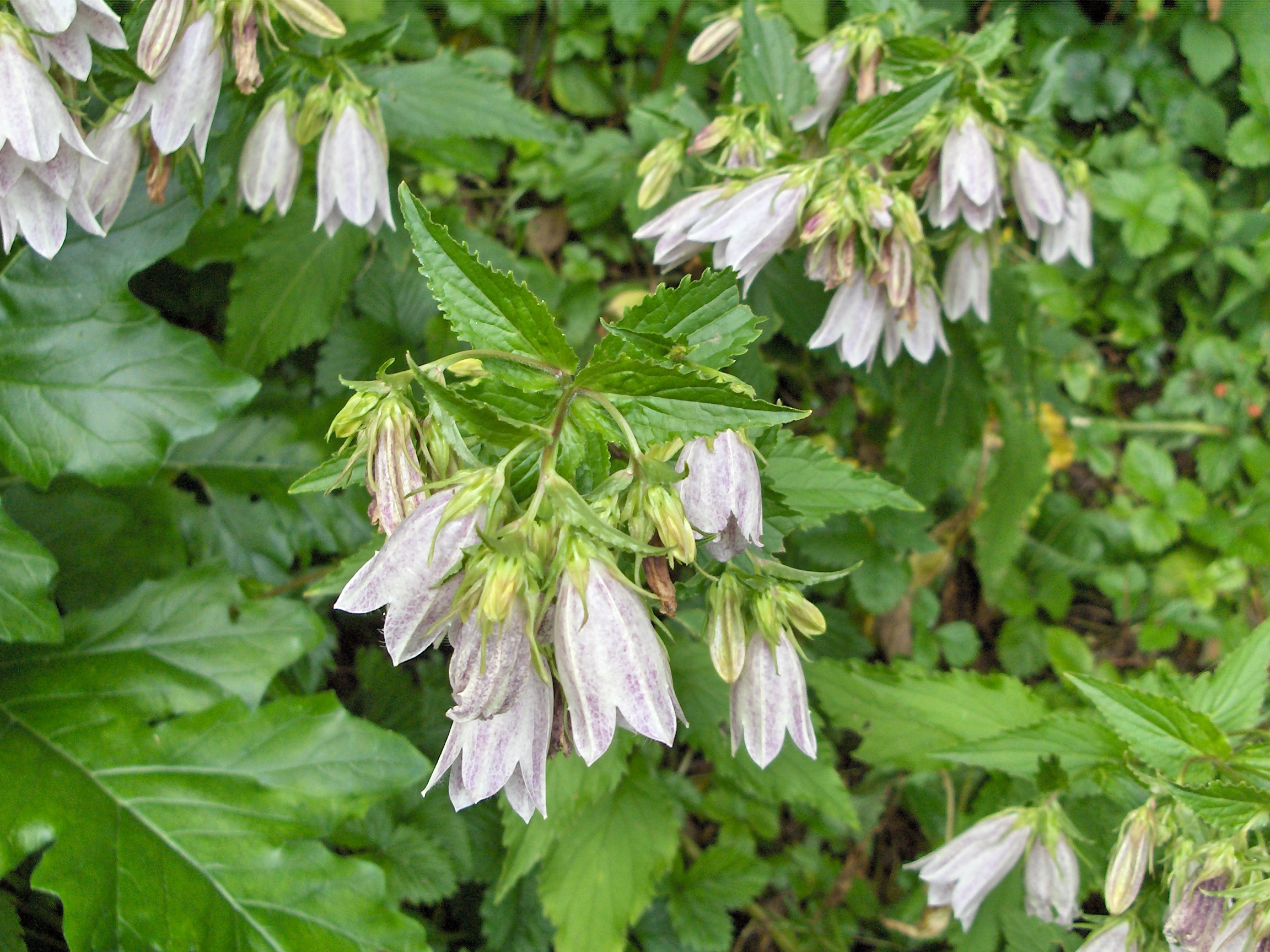
Campanula takesimana
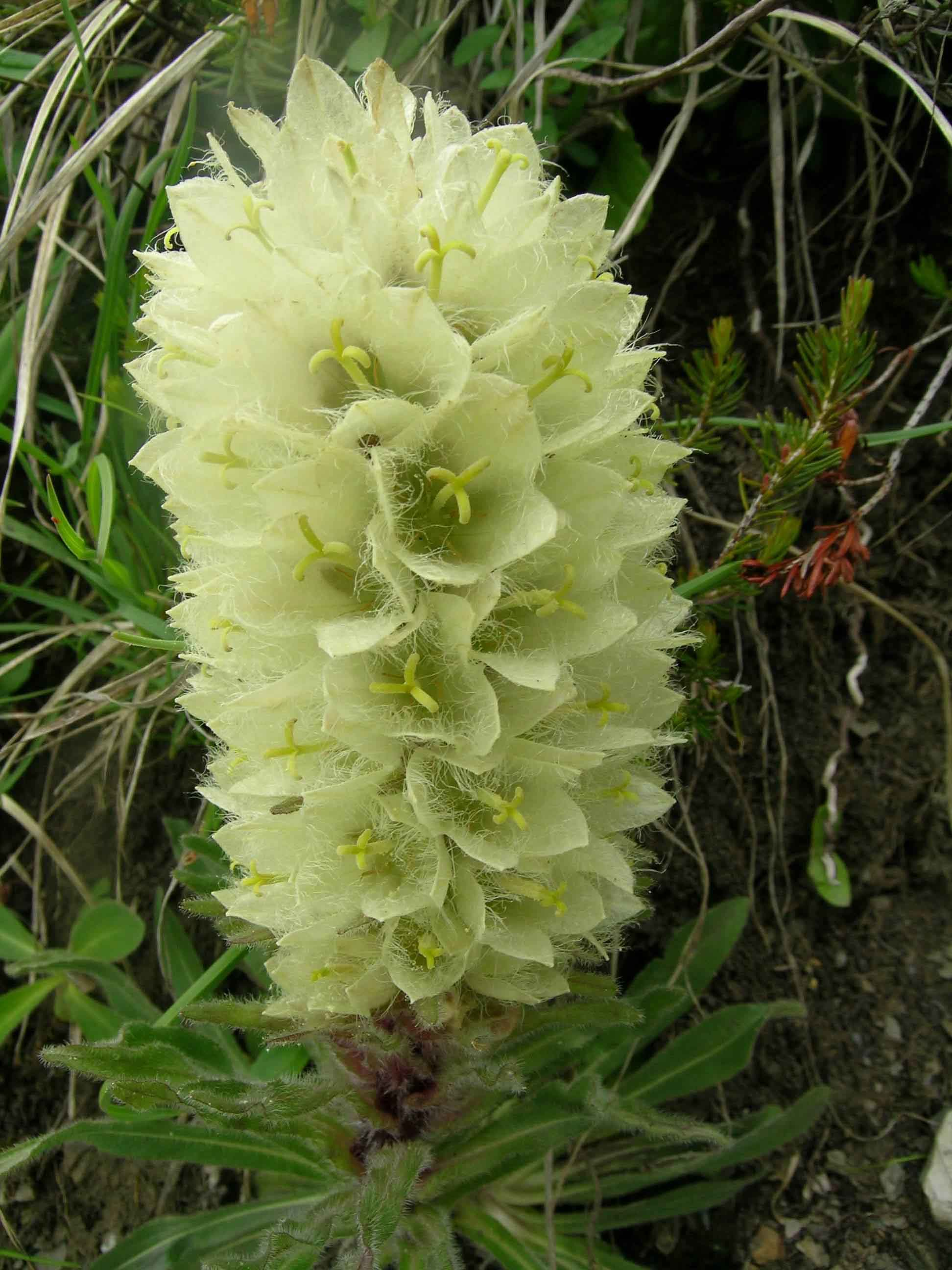
Campanula thyrsoides
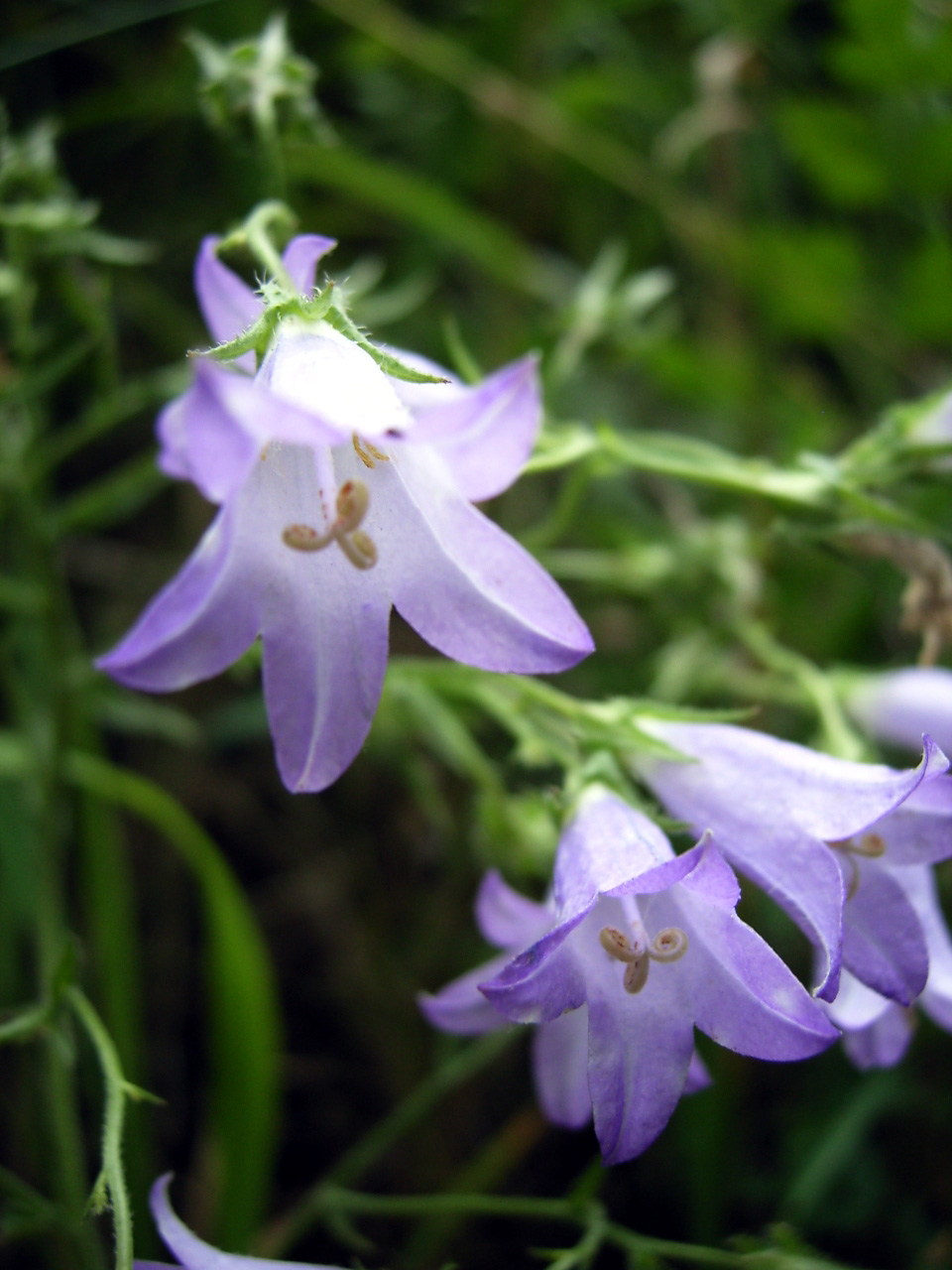
Campanula sibirica
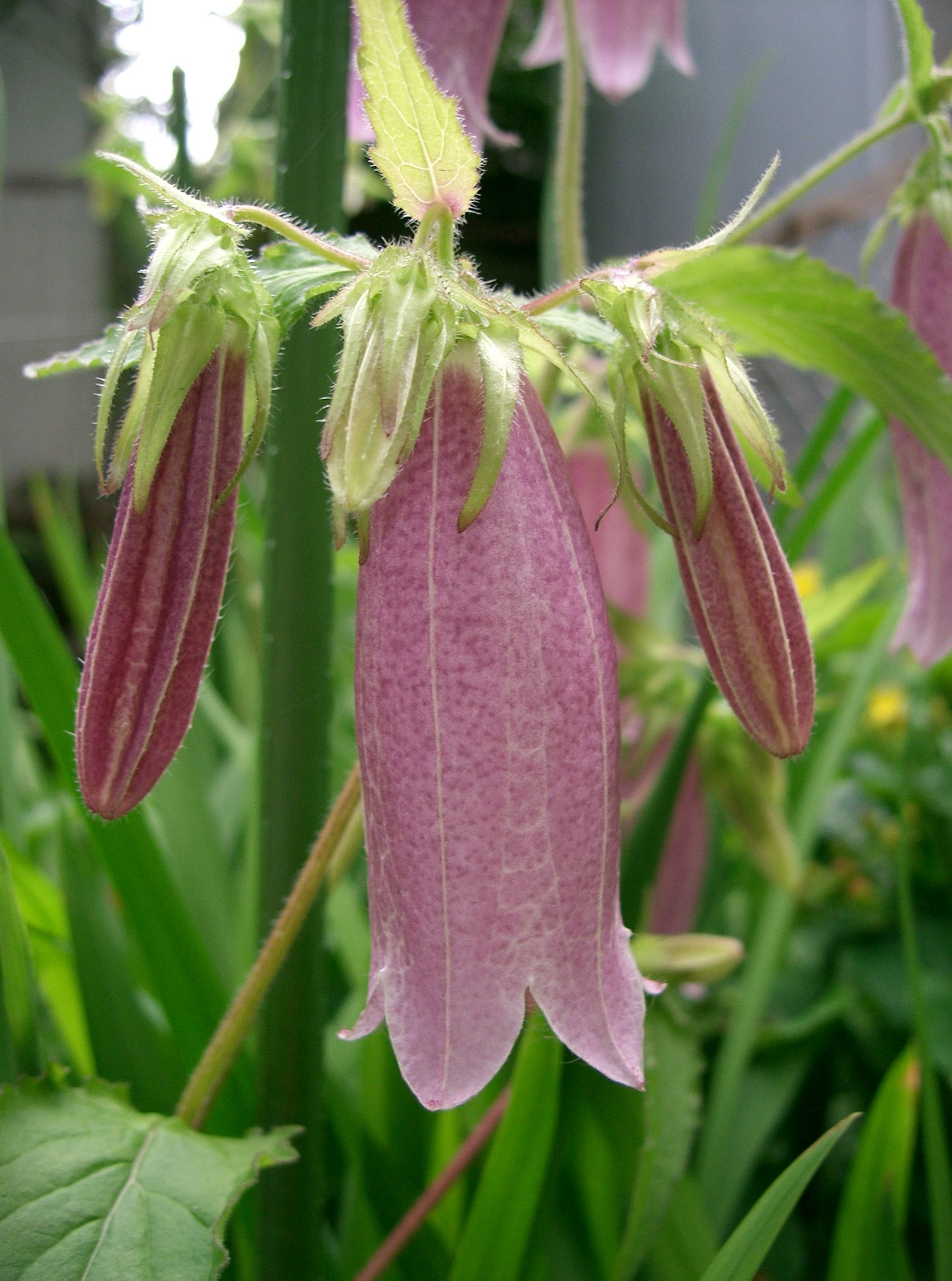
Campanula punctata
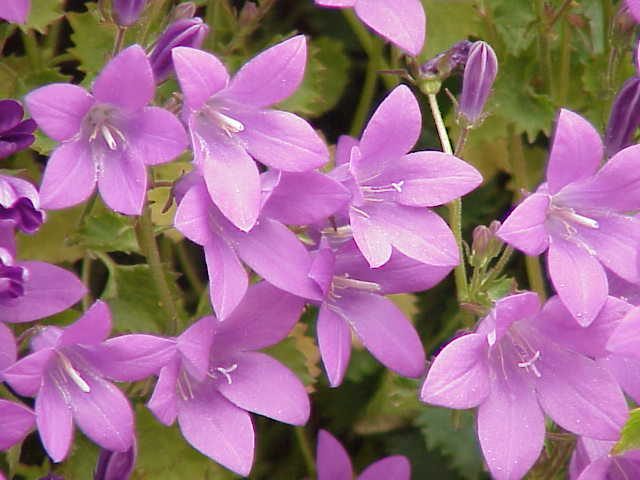
Campanula portenschlagiana
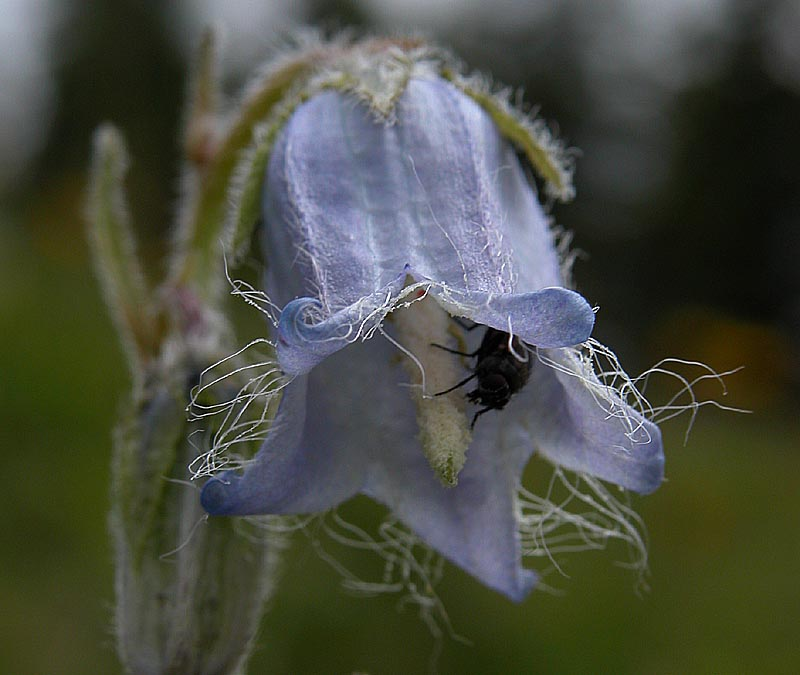
Campanula barbata
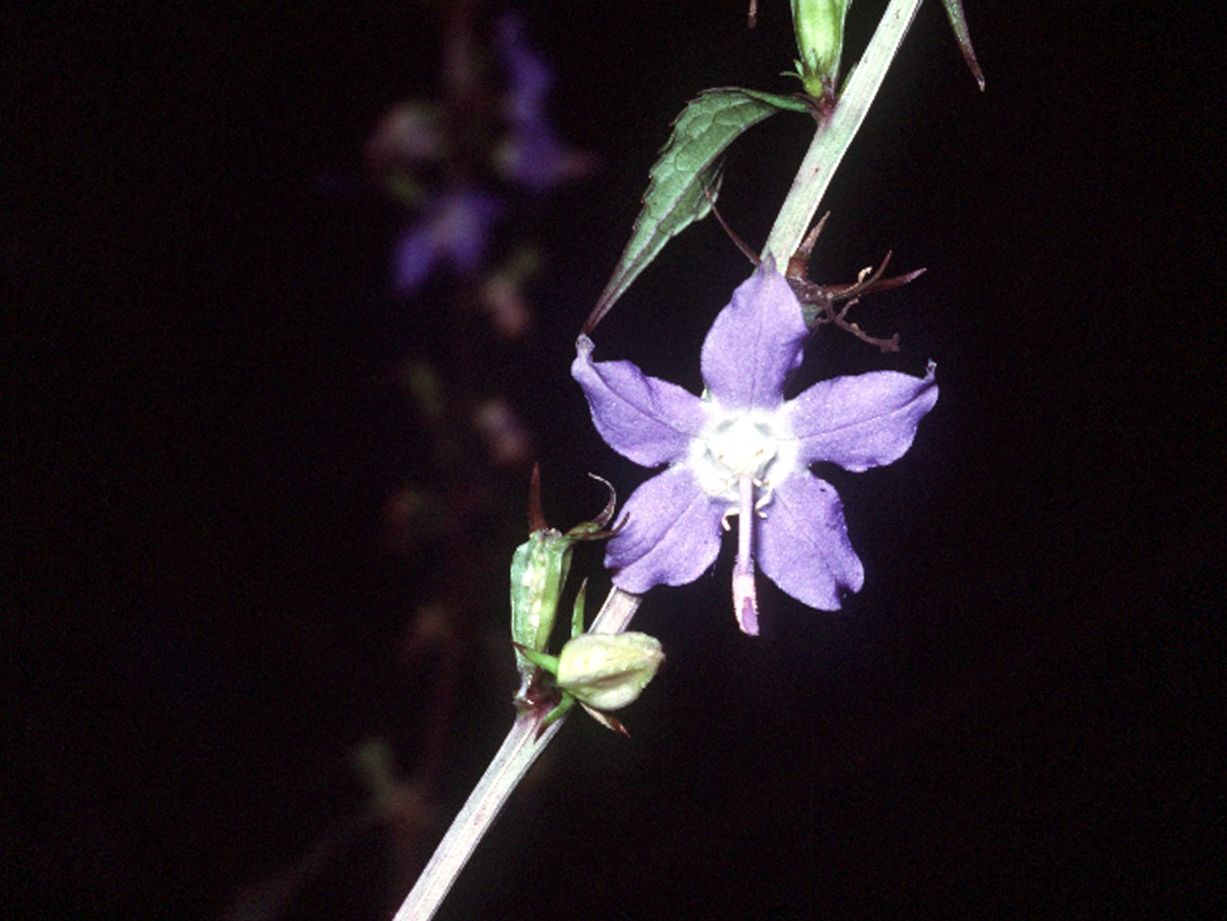
Campanulastrum americanum
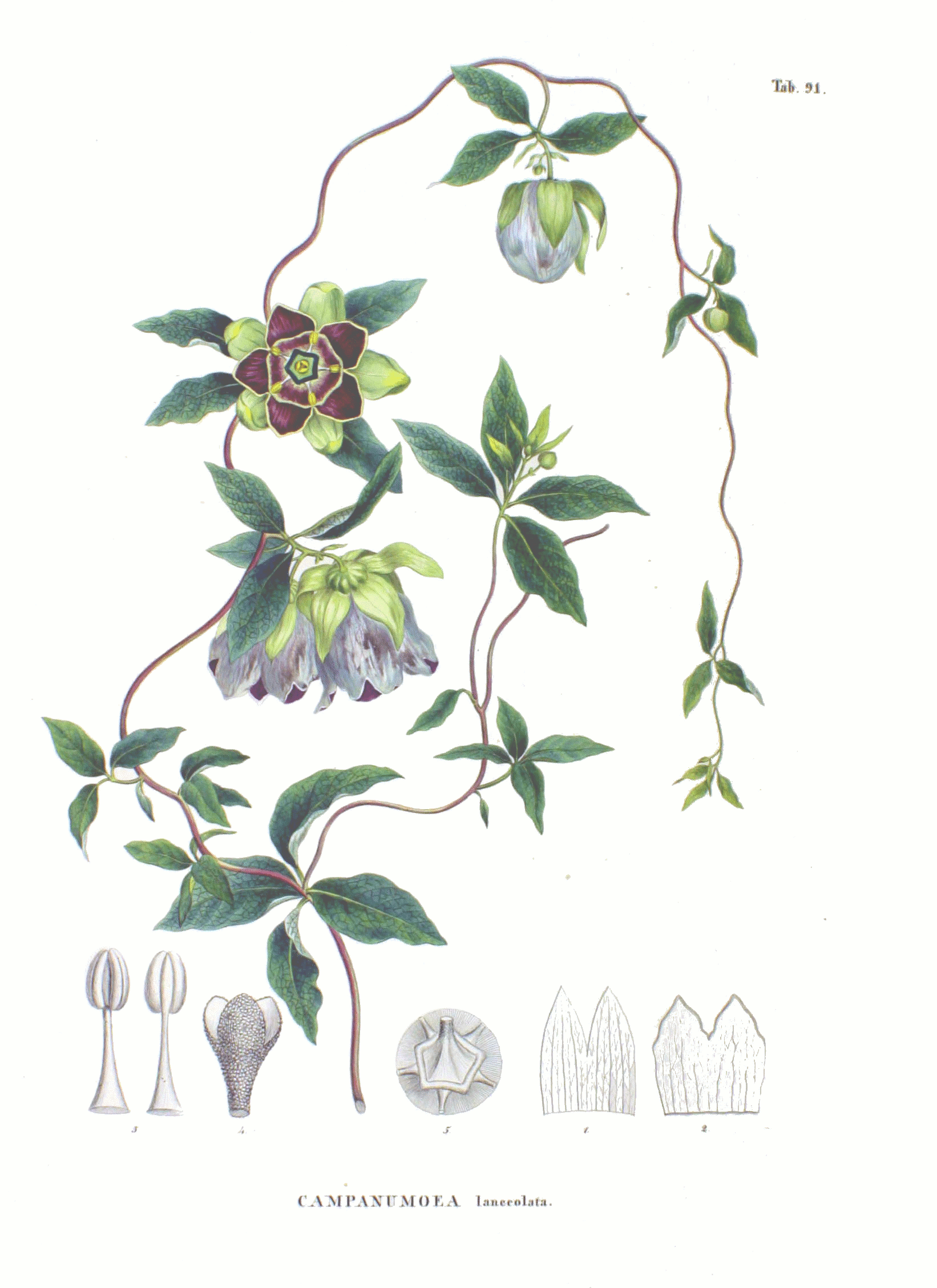
Codonopsis lanceolata
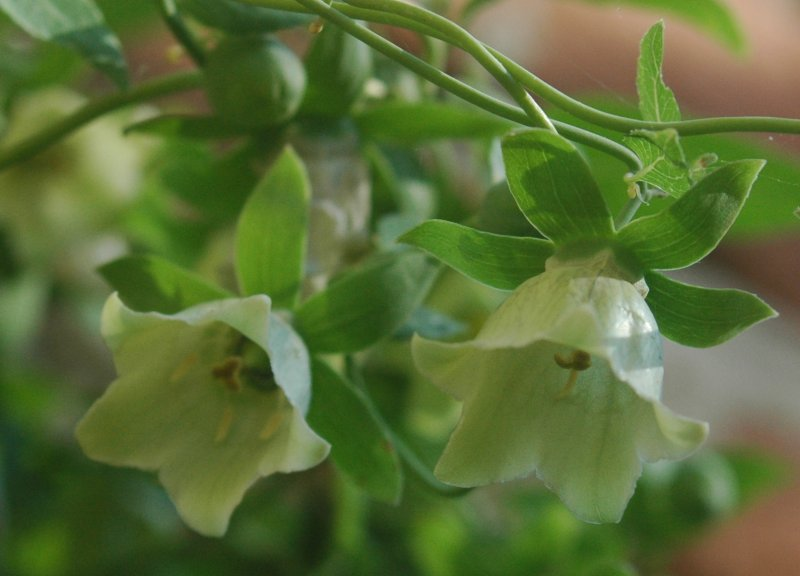
Codonopsis pilosula
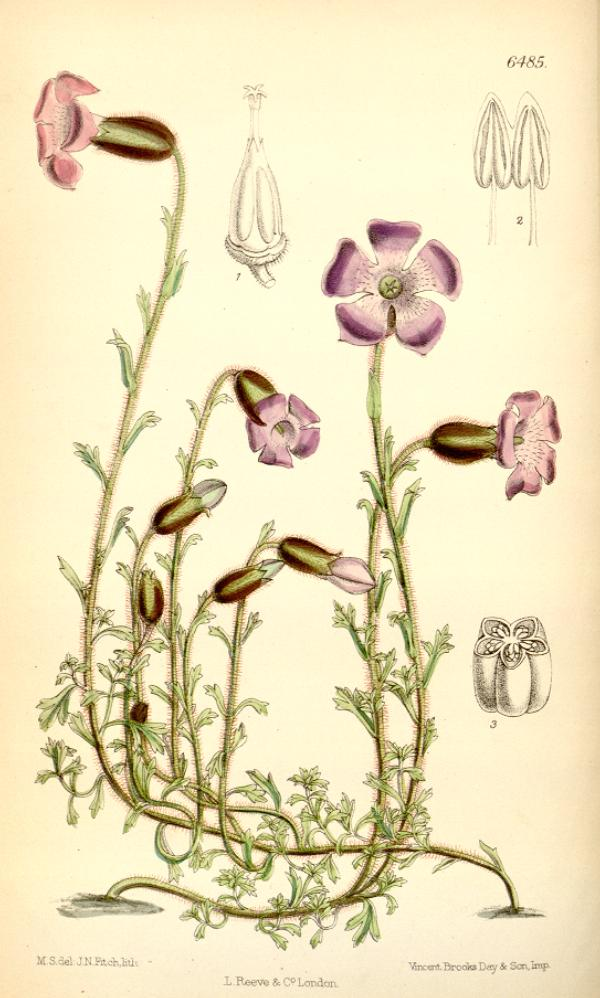
Cyananthus lobatus
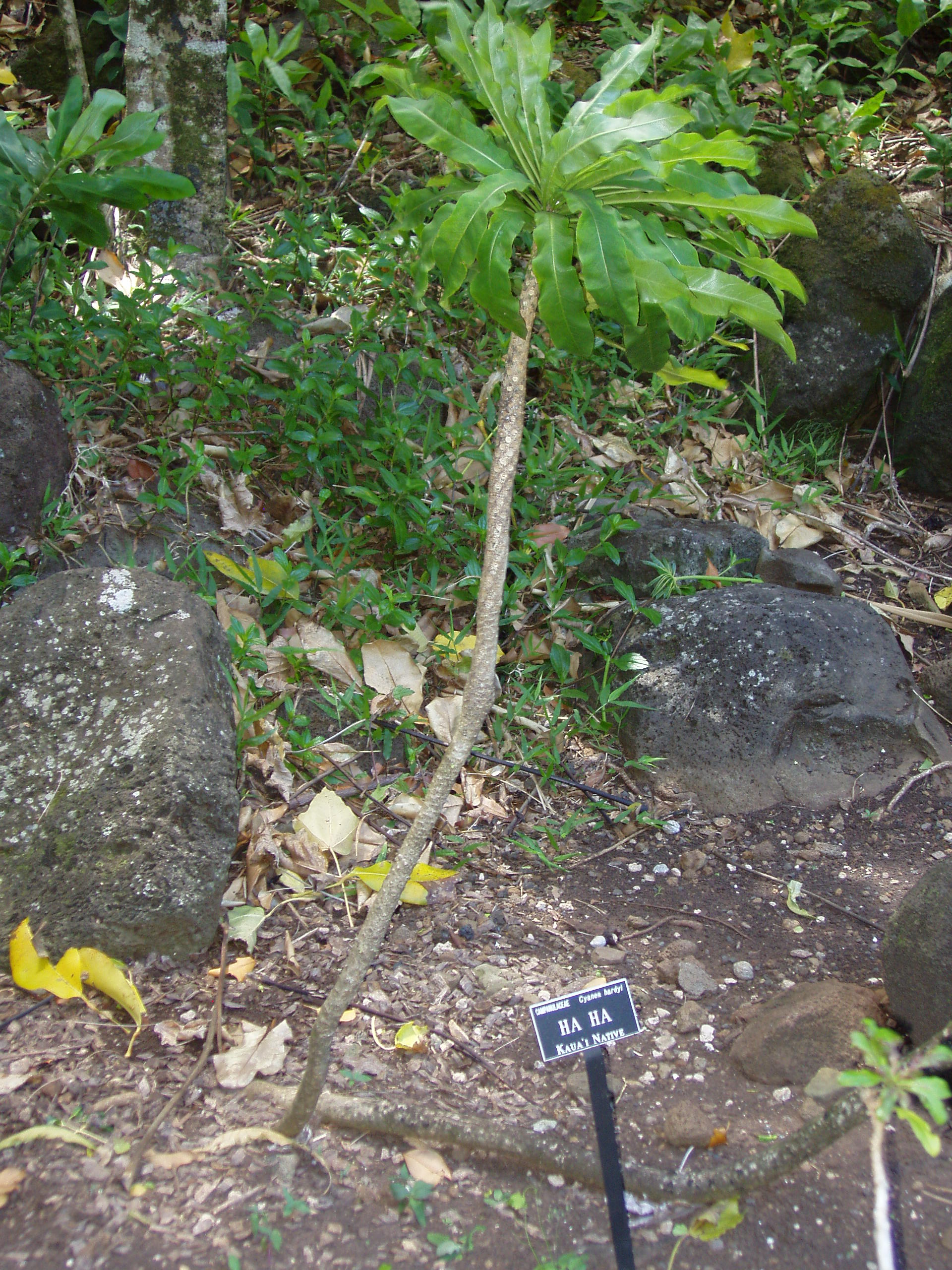
Cyanea hardyi

## D
- Delissea Gaudich., 1826
- Dialypetalum Benth., 1876
- Diastatea Scheidw., 1841
- Dielsantha E.Wimm., 1948
- Downingia Torr., 1857

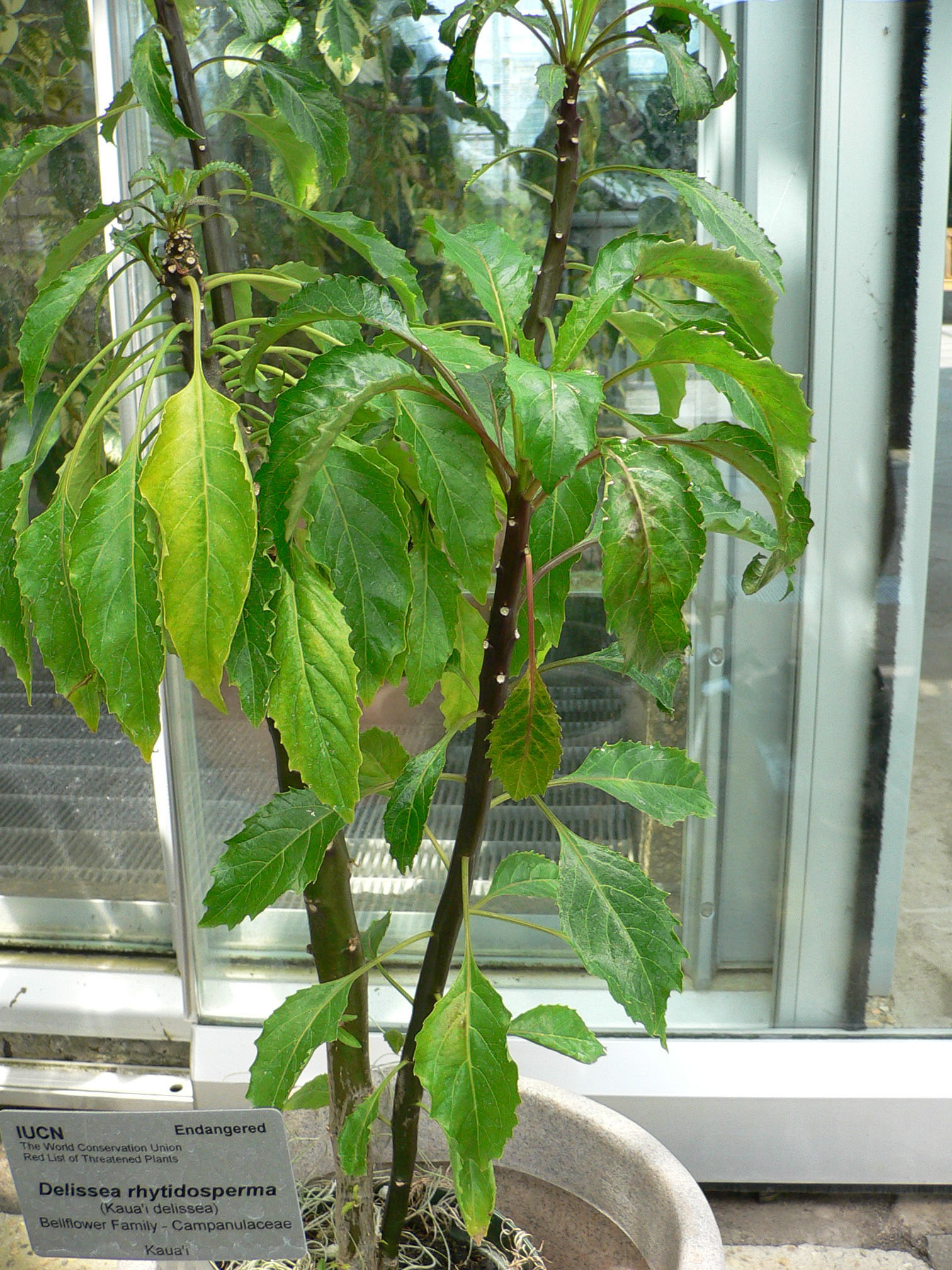
Delissea rhytidosperma
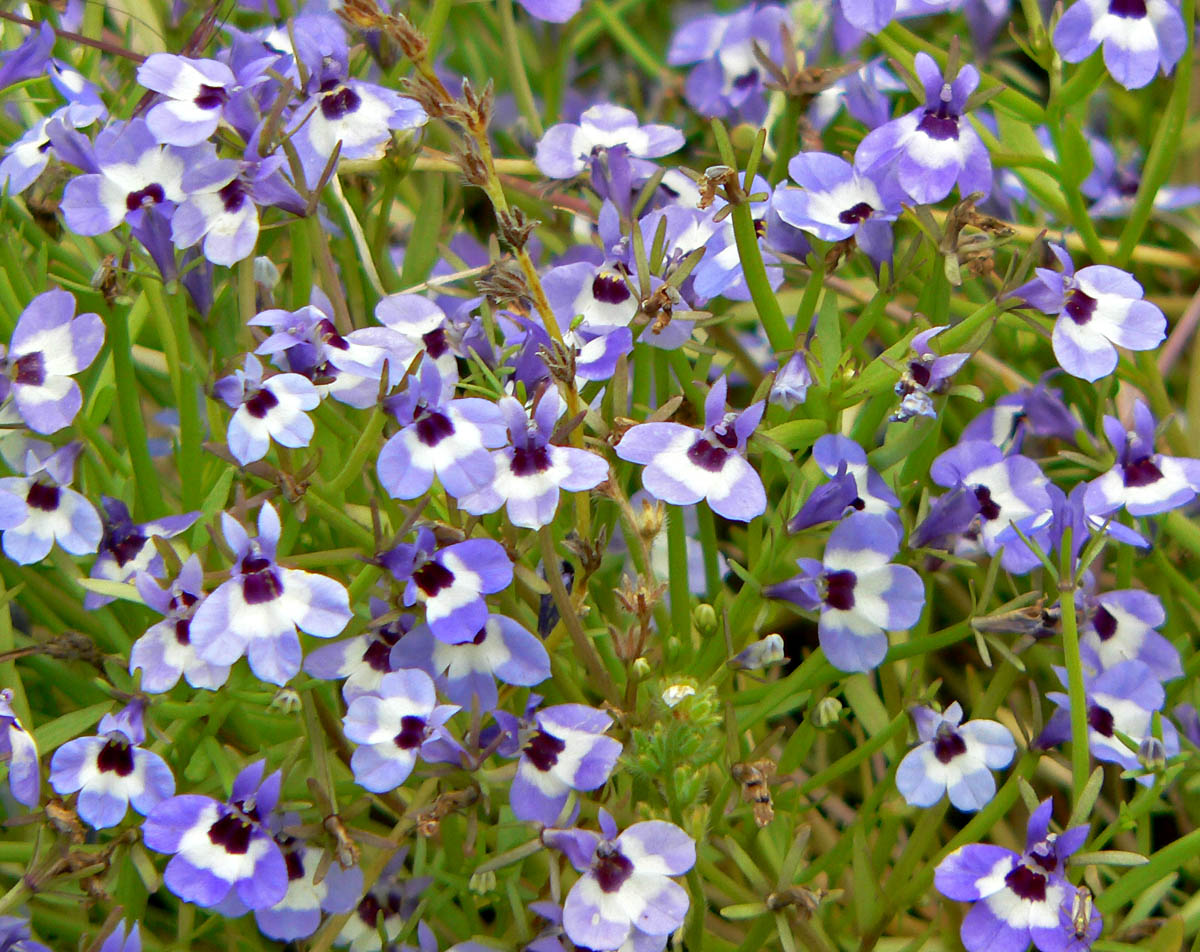
Downingia concolor

## E
- Echinocodon D.Y.Hong, 1984
- Edraianthus A.DC., 1839 - Campanunla

## F
- Feeria Buser, 1894
- Favratia Feer, 1890 - Campanula di Zois

## G
- Githopsis Nutt.,1842
- Grammatotheca C.Presl, 1836
- Gunillaea Thulin, 1974

## H
- Hanabusaya Nakai, 1911
- Hesperocodon Eddie & Cupido, 2014
- Heterochaenia A. DC., 1839
- Heterocodon Nutt., 1842
- Heterotoma Zucc., 1832
- Himalacodon D.Y.Hong & Qiang Wang, 2014
- Hippobroma G.Don., 1834
- Homocodon D.Y.Hong, 1980
- Howellia A. Gray, 1879

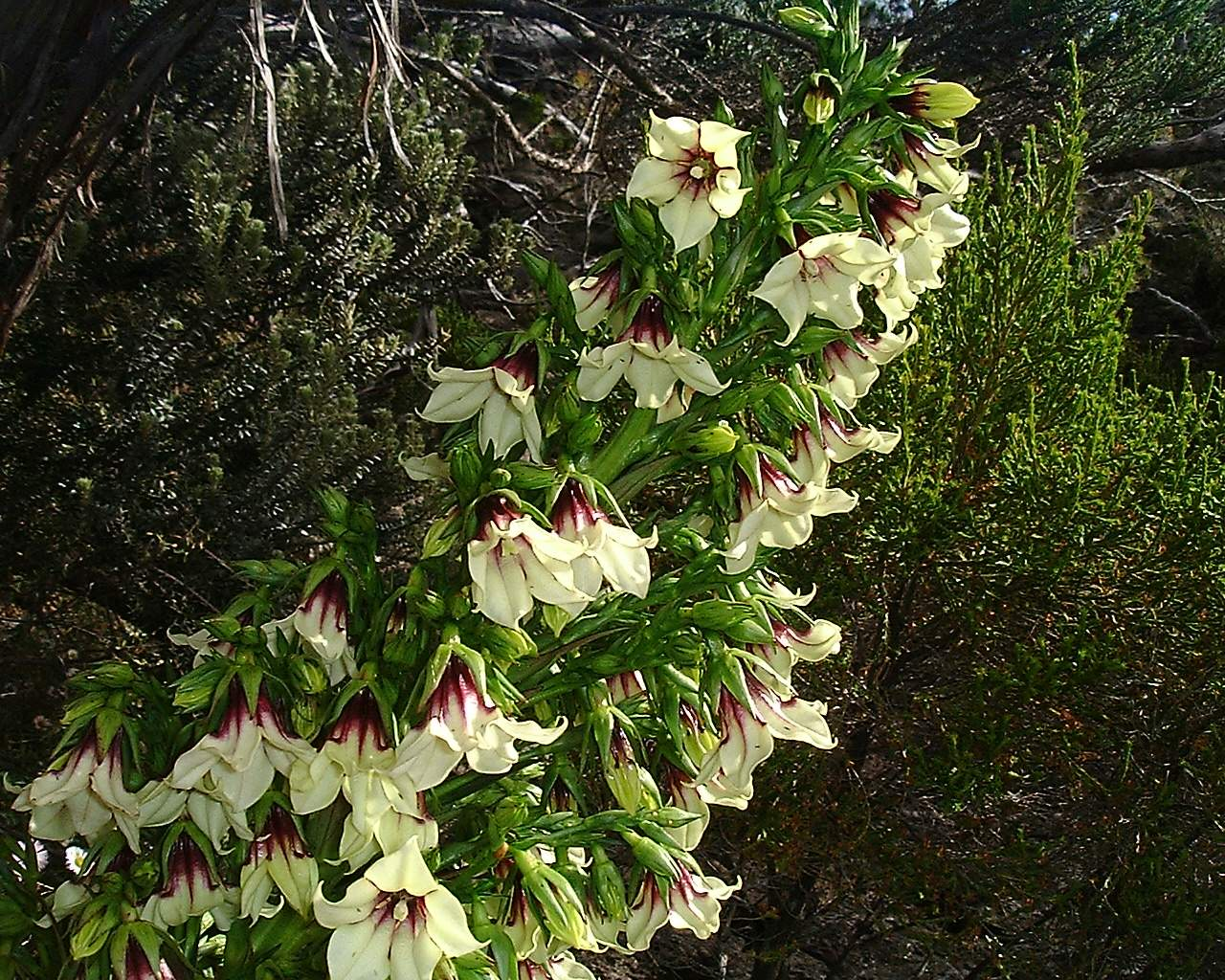
Heterochaenia rivalsi
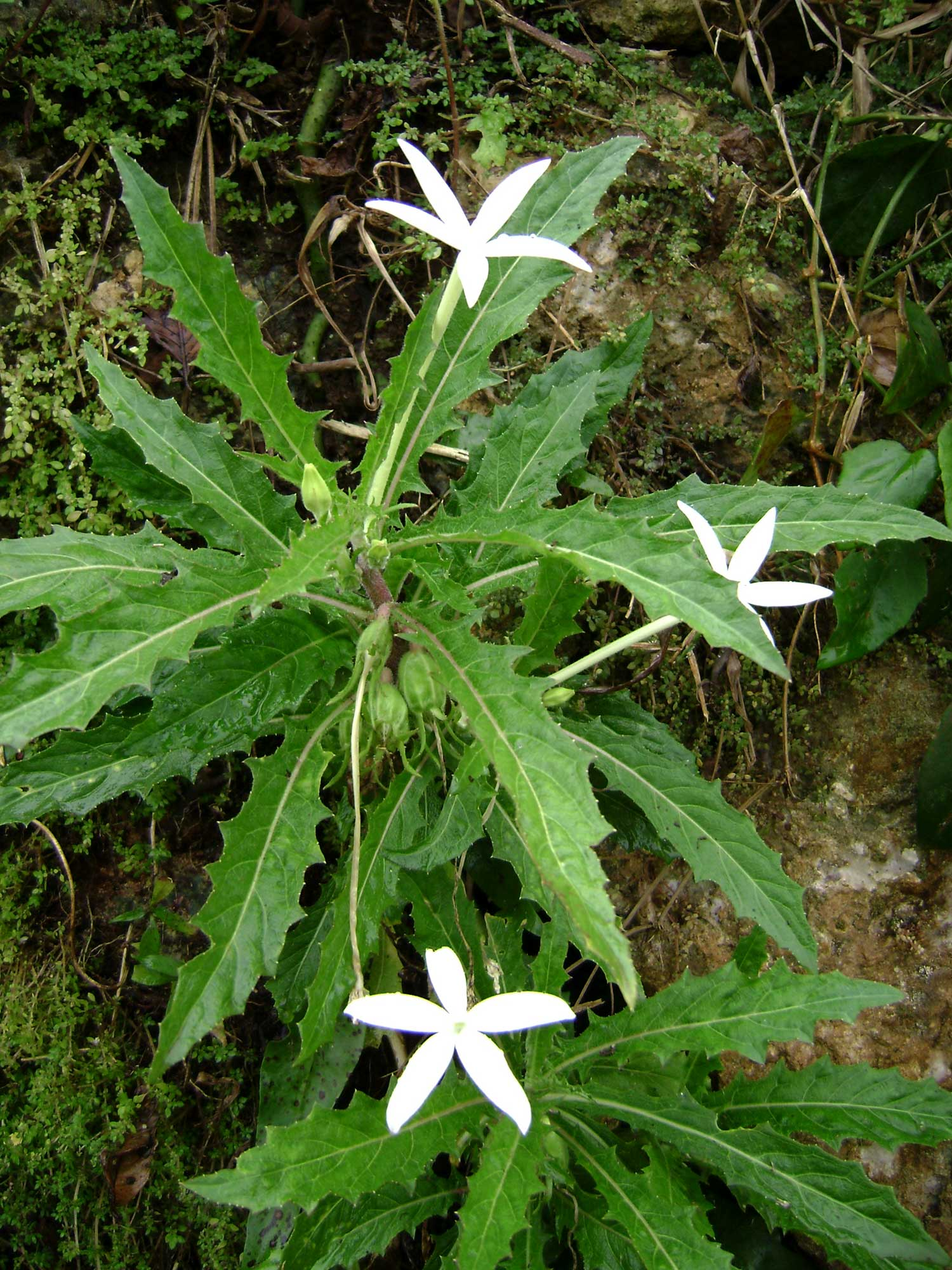
Hippobroma longiflora

## I
- Isotoma (R.Br.) Lindl., 1826

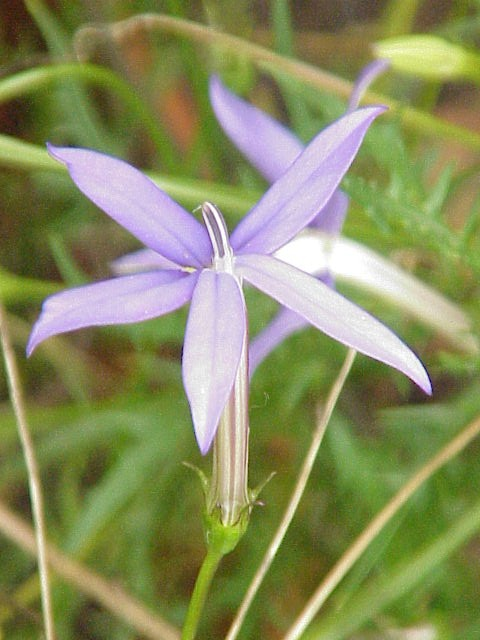
Isotoma axillaris

## J
- Jasione L., 1753 -  Vedovella

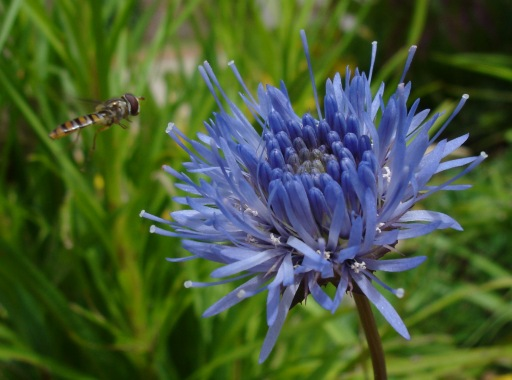
Jasione levis
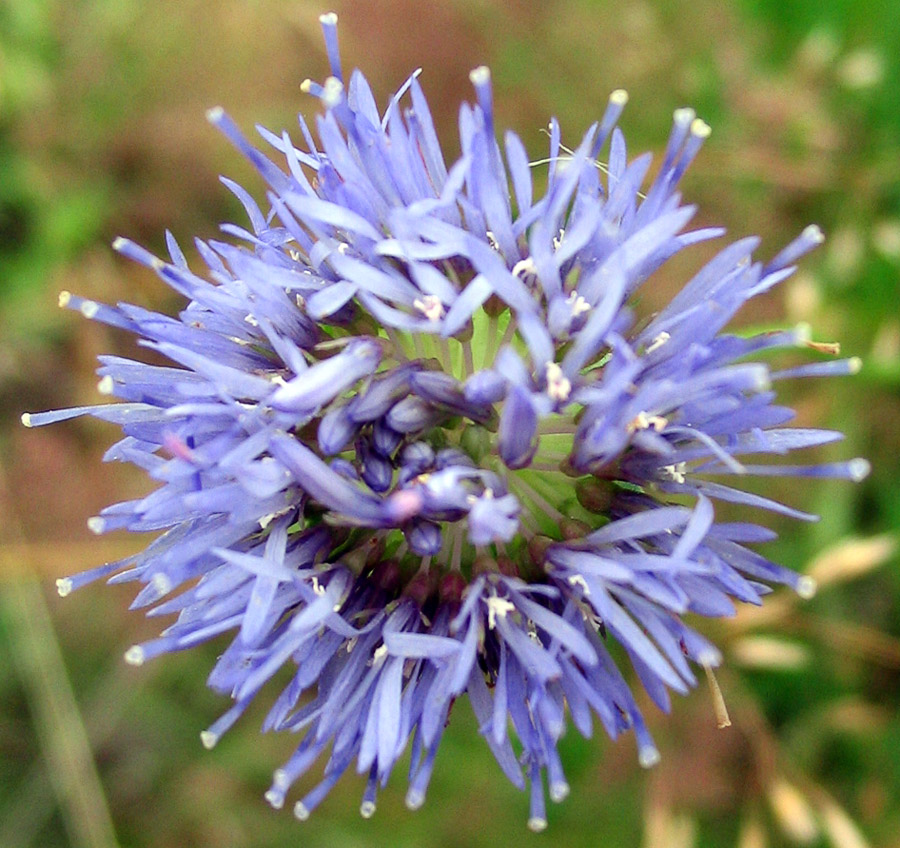
Jasione montana

## K
- Kericodon Cupido, 2016

## L
- Legenere McVaugh, 1943
- Legousia Durande, 1782 -  Specchio di Venere
- Lithotoma E.B.Knox, 2014
- Lobelia L., 1753
- Lysipomia Kunth, 1819

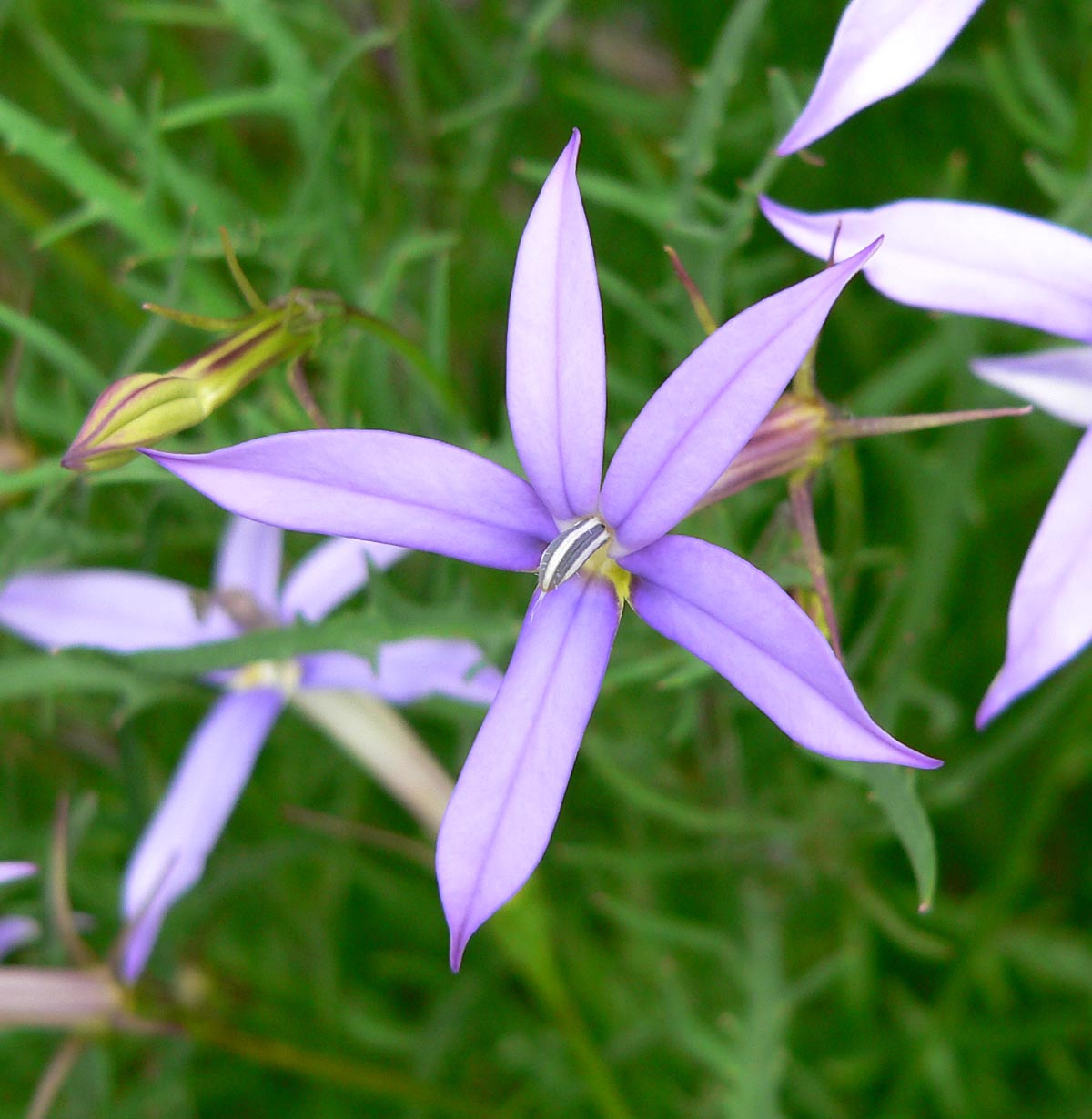
Laurentia axillaris
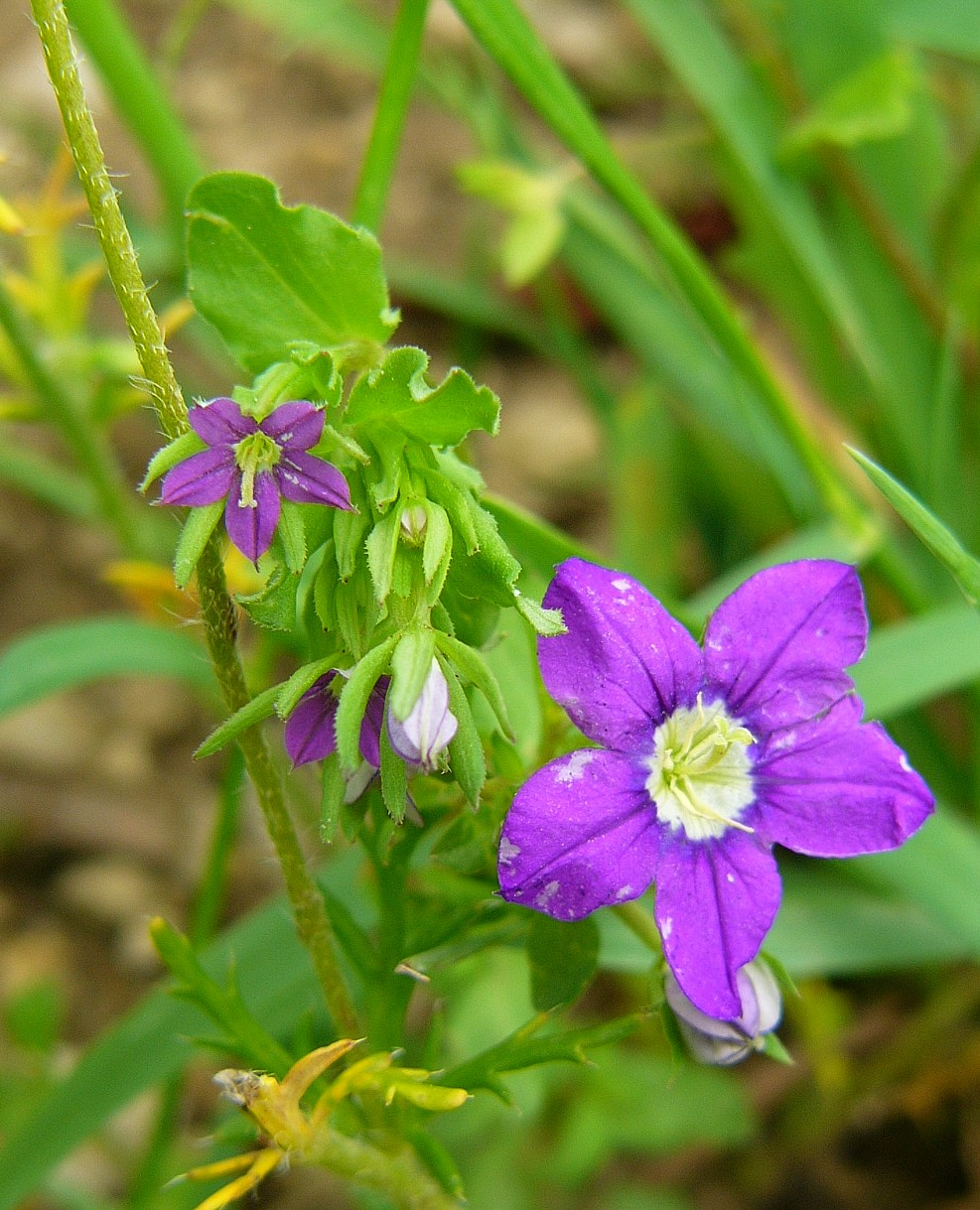
Legousia hybrida
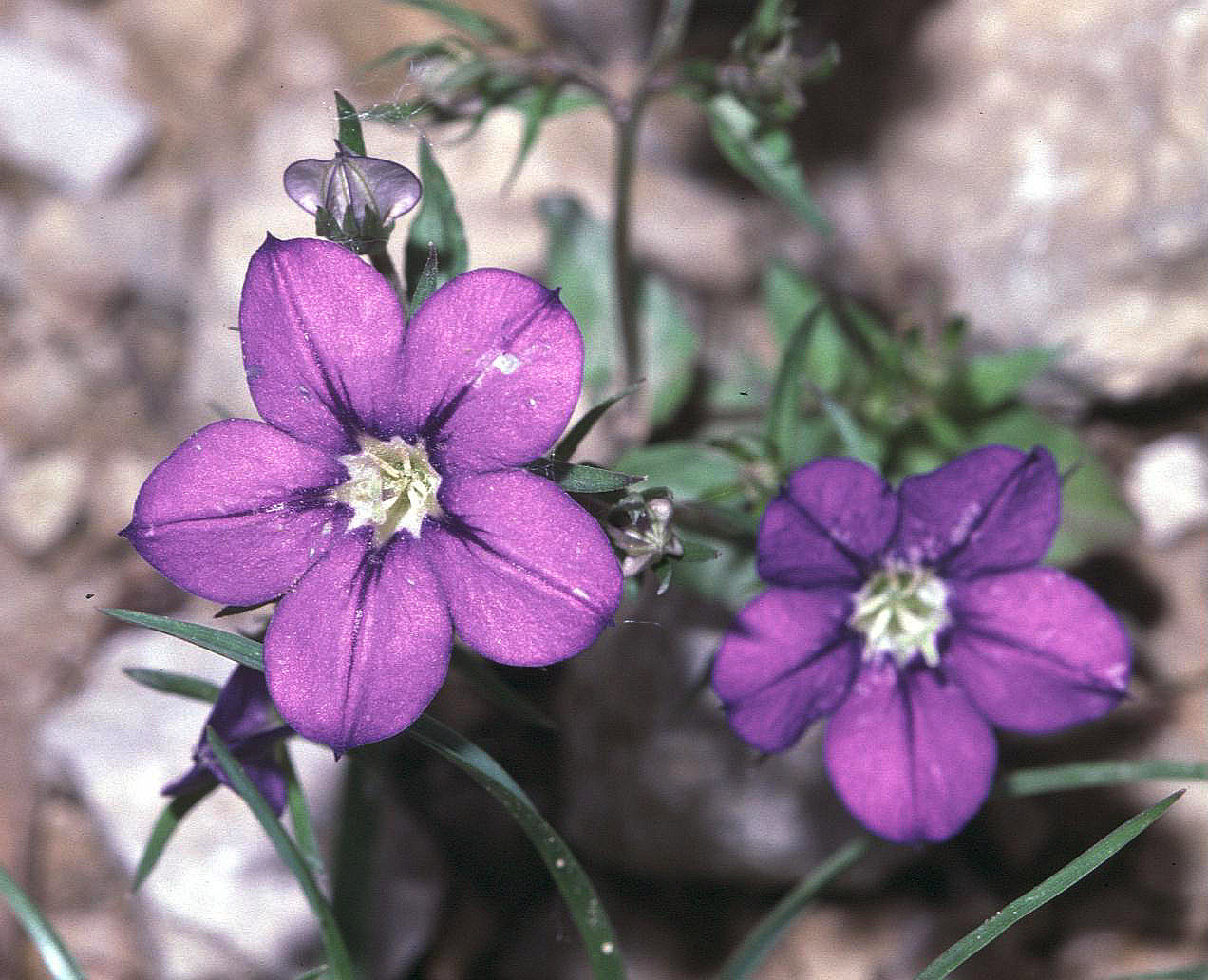
Legousia speculum-veneris
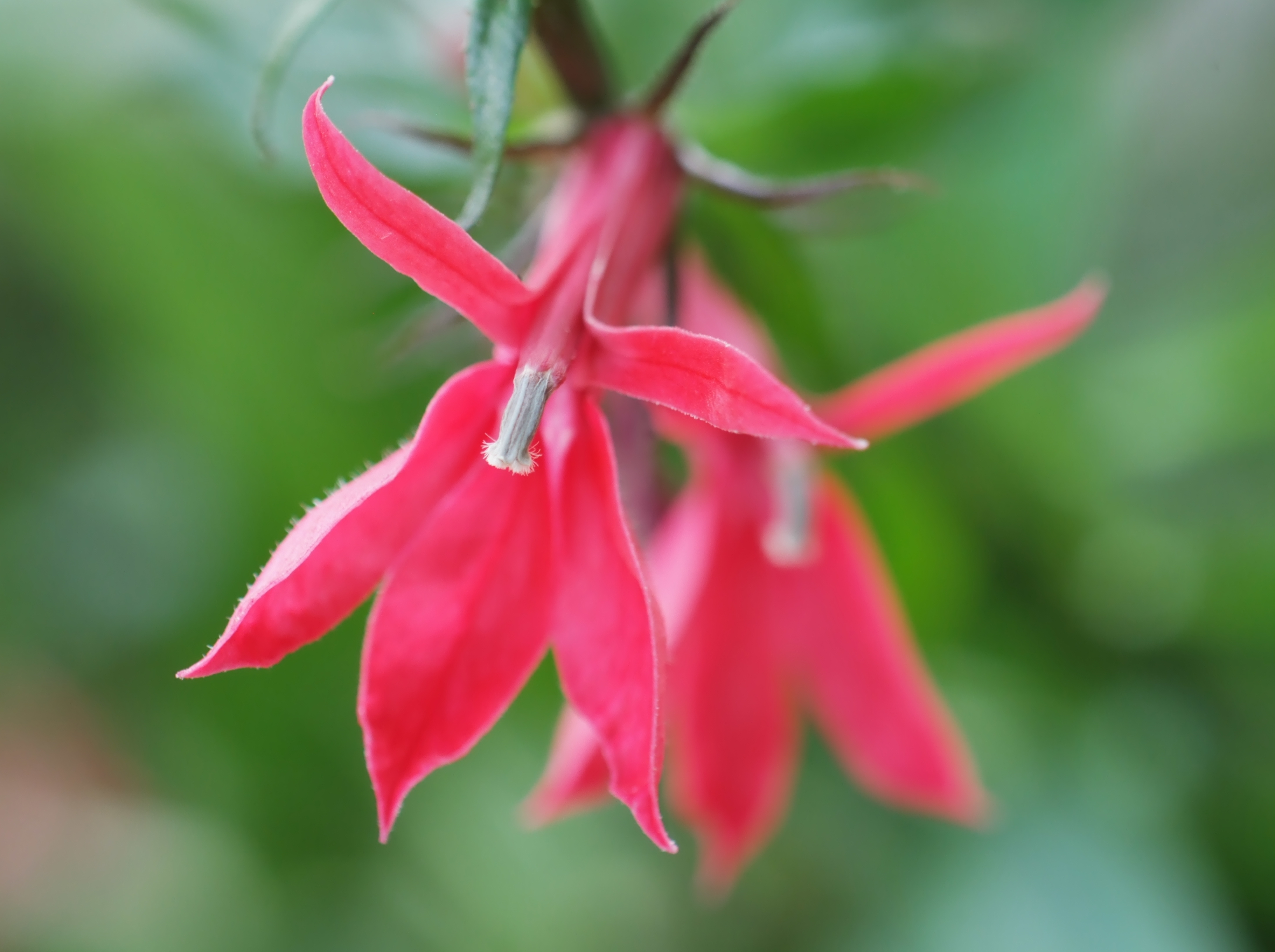
Lobelia cardinalis
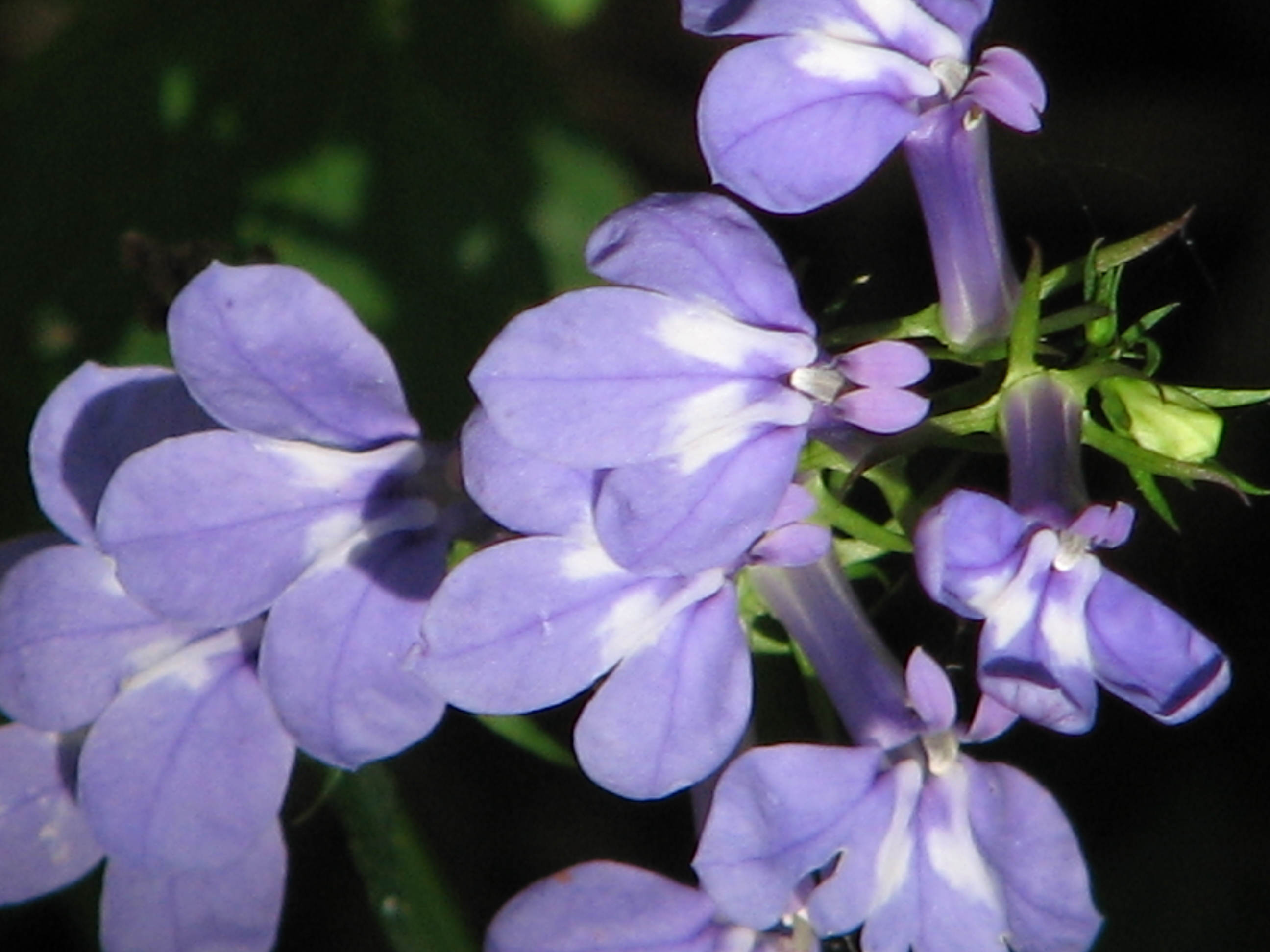
Lobelia elongata
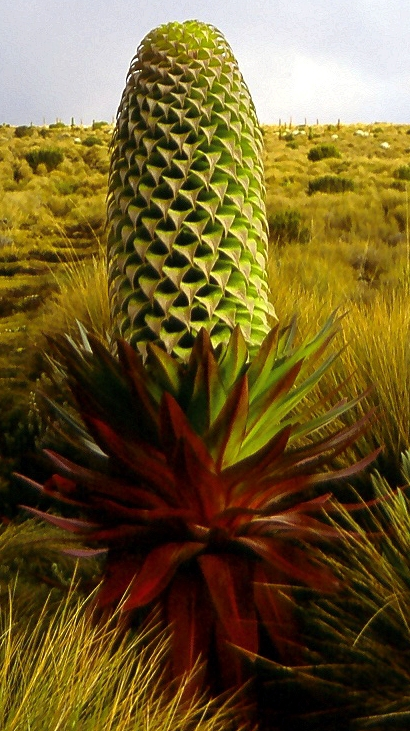
Lobelia gregoriana
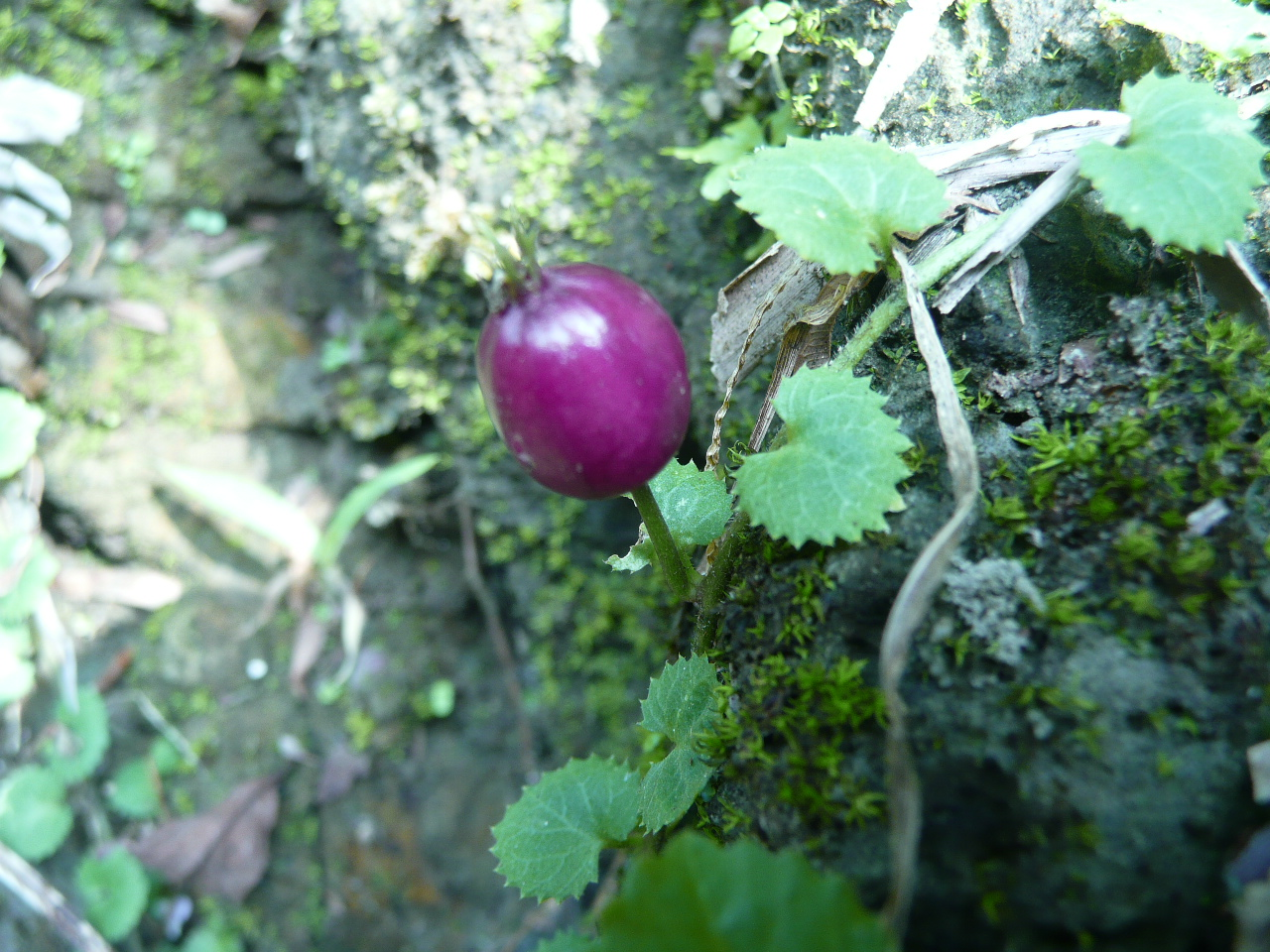
Lobelia nummularia

## M
- Merciera A.DC., 1830
- Michauxia L'Her., 1788
- Microcodon A.DC., 1830
- Monopsis Salisb., 1817
- Musschia Dumort., 1822
- Muehlbergella Feer, 1890

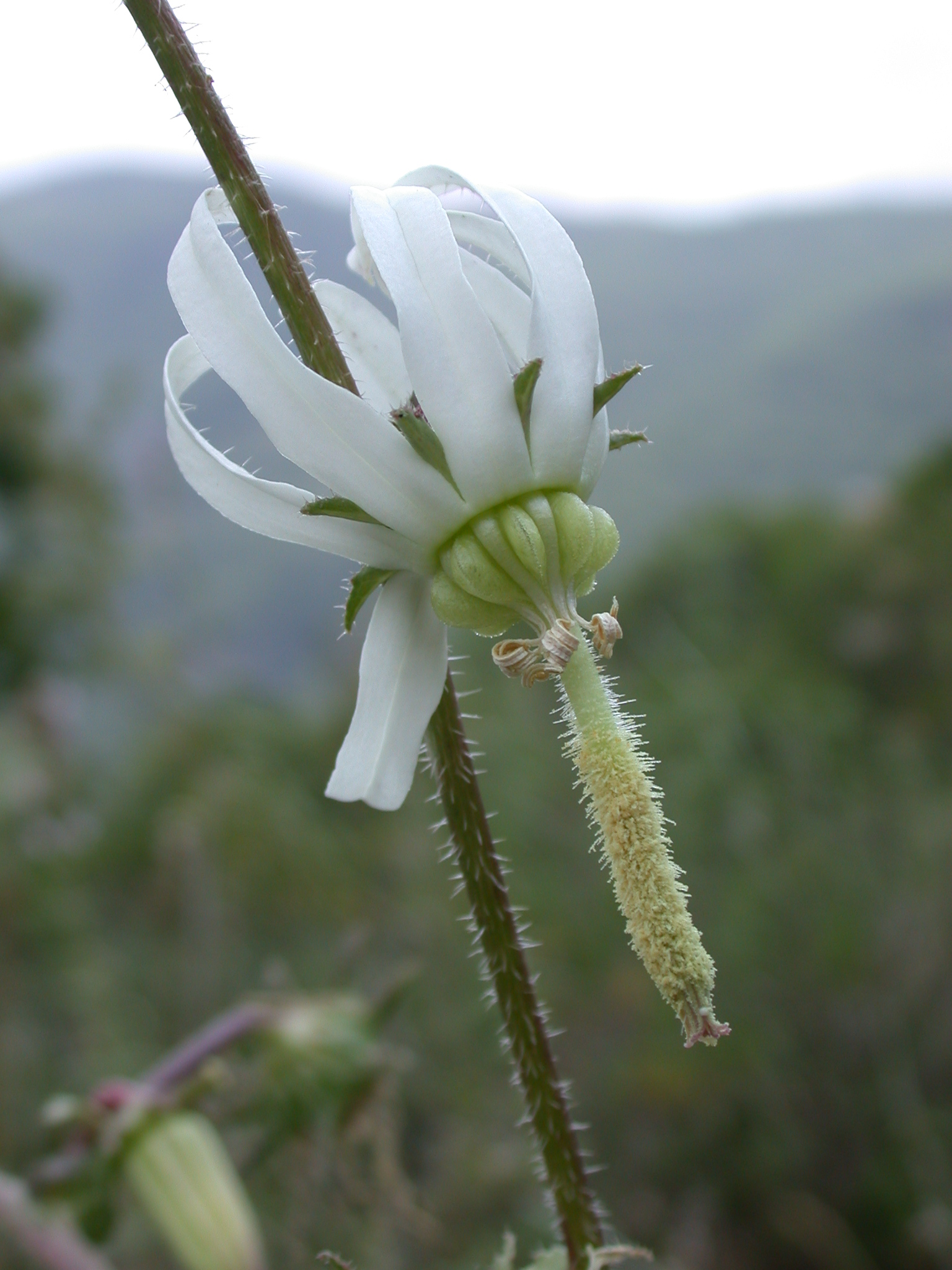
Michauxia campanuloides

## N
- Namacodon Thulin, 1974
- Nemacladus Nutt., 1842
- Nesocodon Thulin, 1980

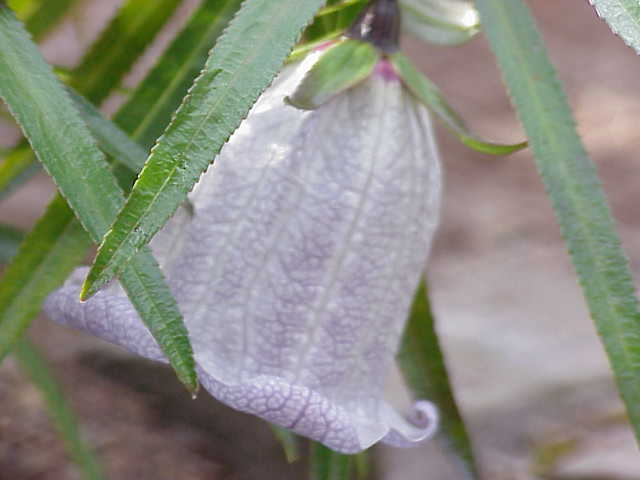
Nesocodon mauritianus

## O
- Ostrowskia Regel, 1884

## P
- Palmerella A.Gray, 1876
- Pankycodon D.Y.Hong & H.Sun, 2014
- Peracarpa Hook.f. & Thomson, 1858
- Petromarula Vent. ex R.Hedw., 1806
- Physoplexis (Endl.) Schur, 1853 - Raponzolo
- Phyteuma L., 1753 - Raponzolo
- Platycodon DC., 1830
- Porterella Torr., 1872
- Prismatocarpus L'Her., 1789
- Pseudocodon' D.Y.Hong & H.Sun, 2014
- Pseudonemacladus McVaugh, 1943

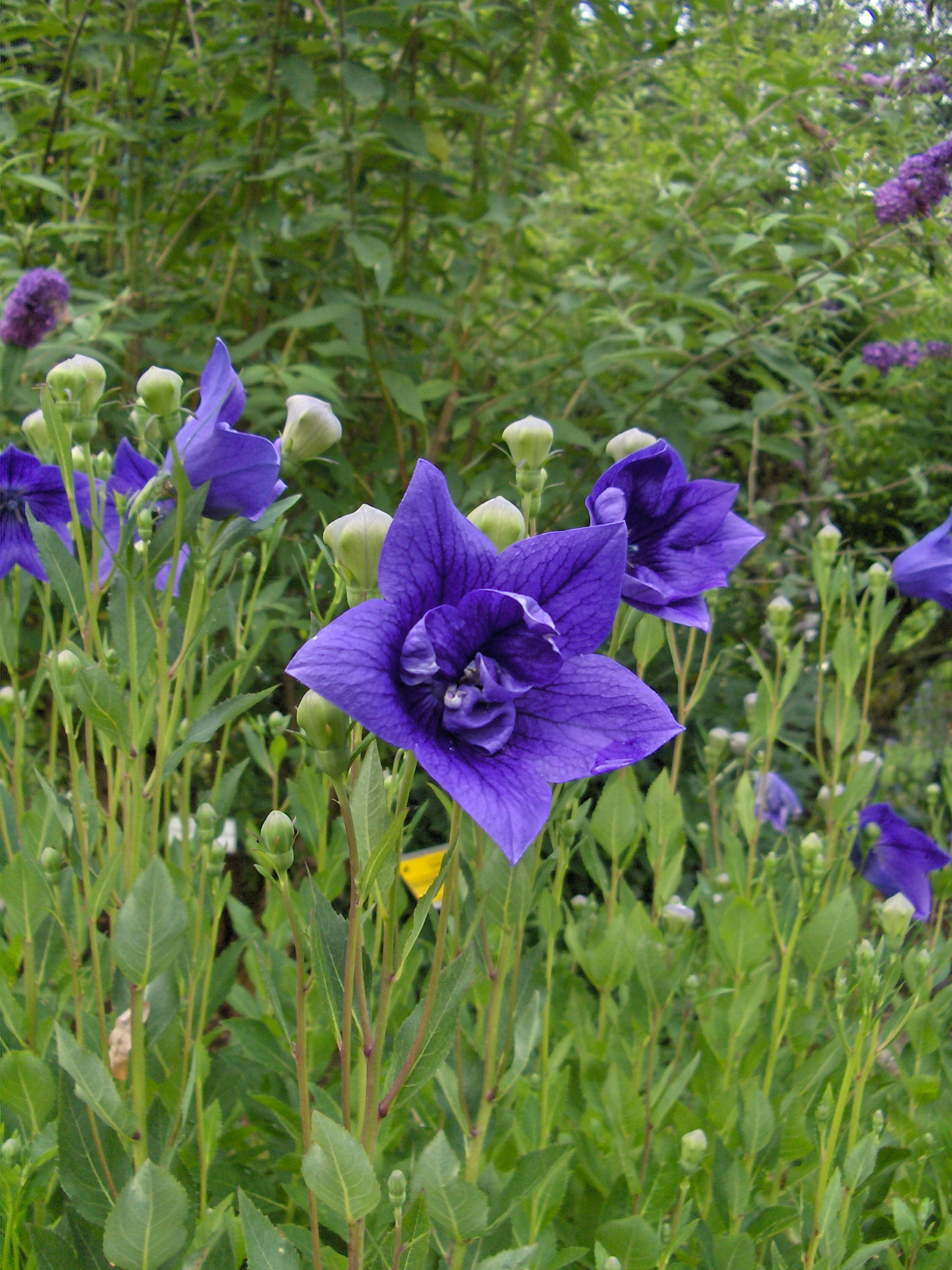
Platycodon grandiflorus
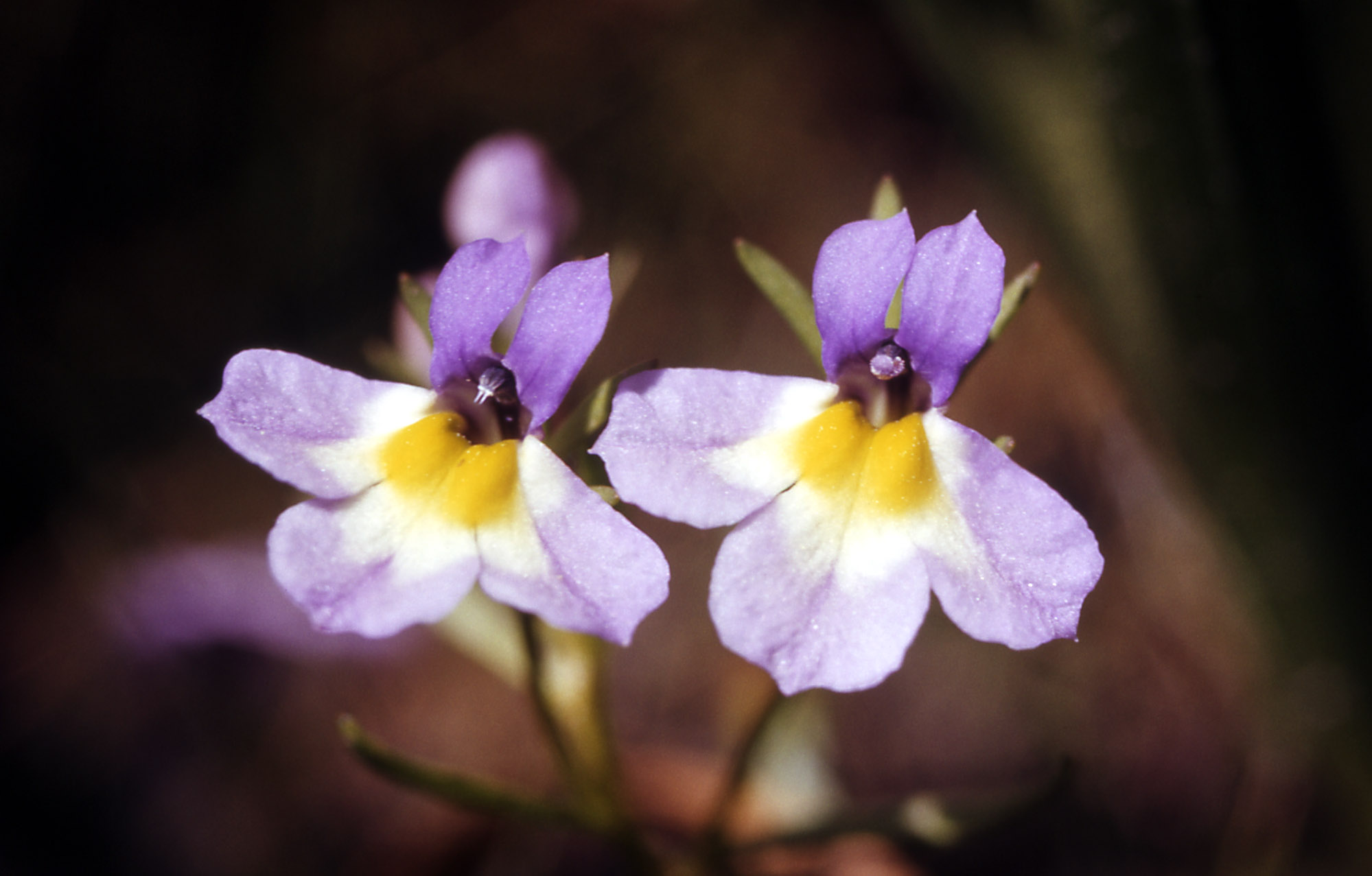
Porterella carnosula
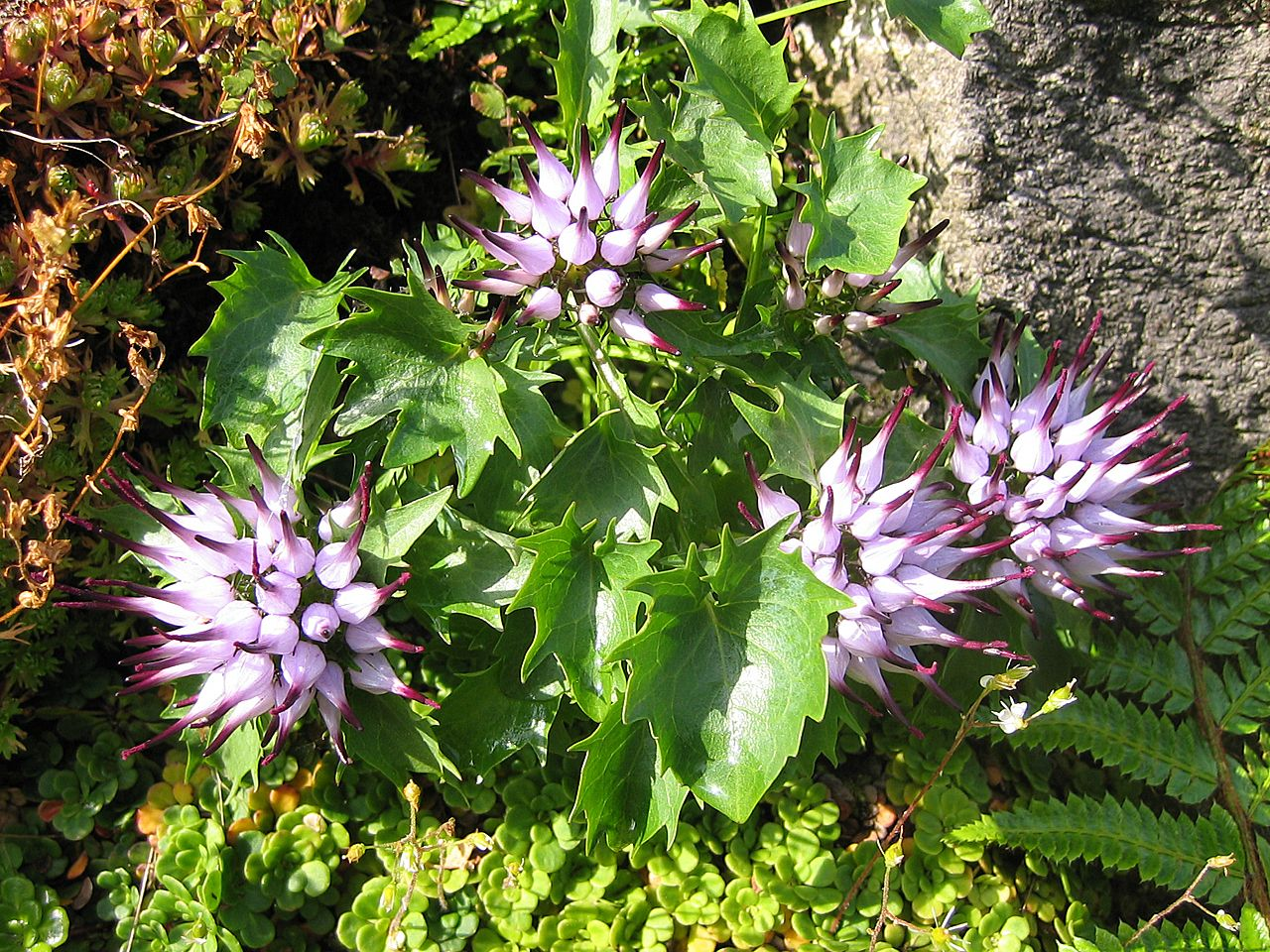
Physoplexis comosa
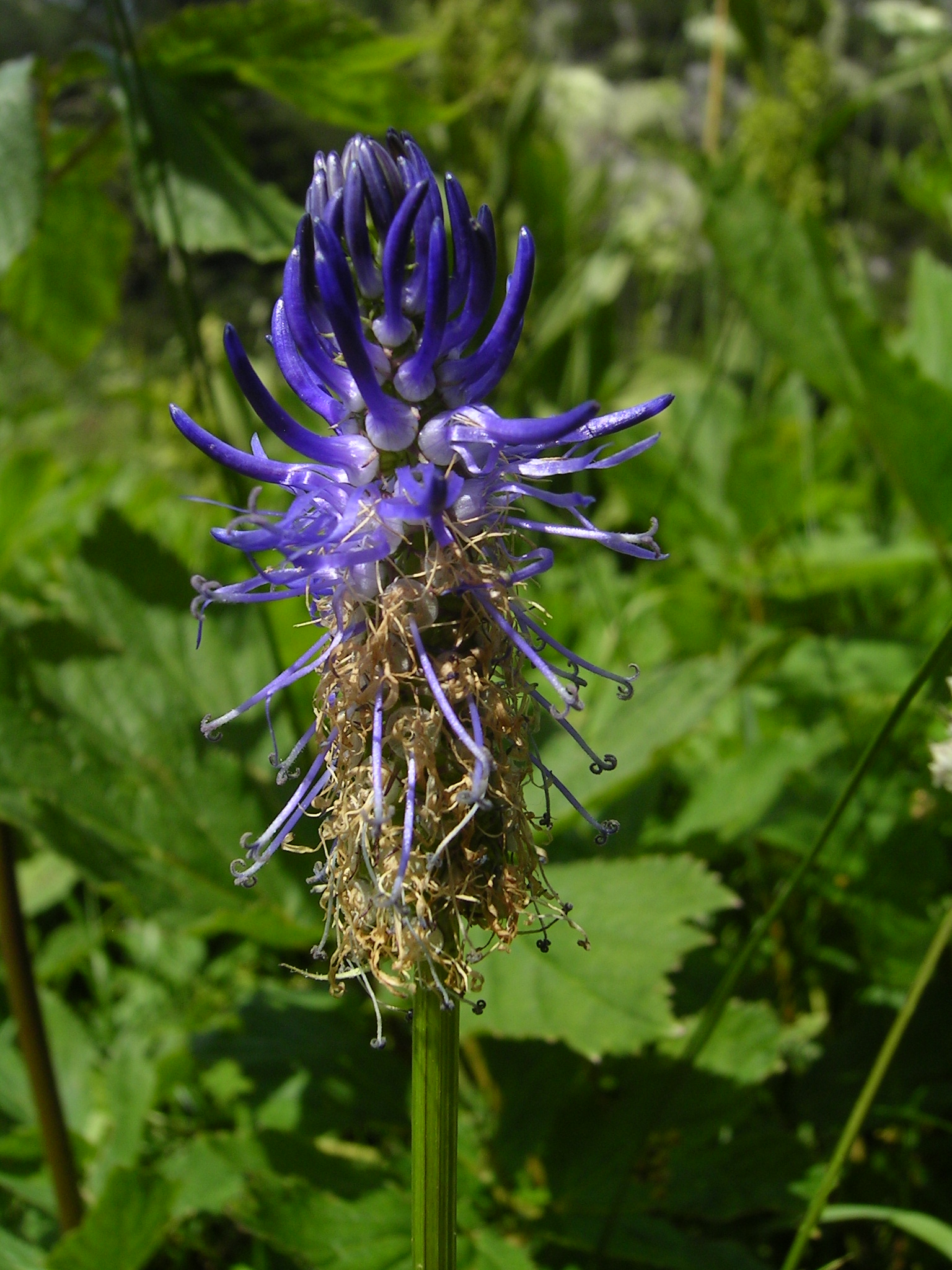
Phyteuma betonicifolium
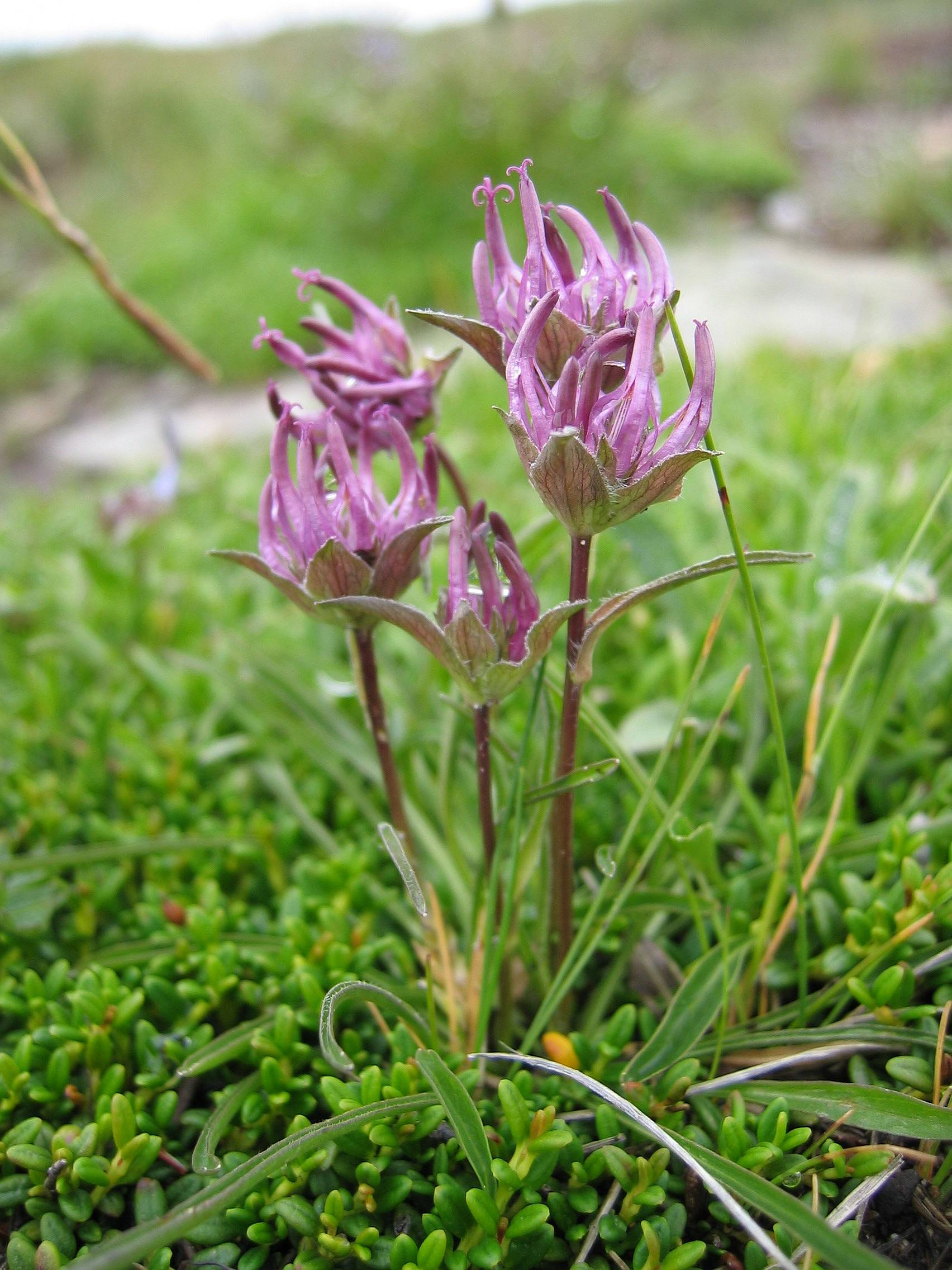
Phyteuma confusum
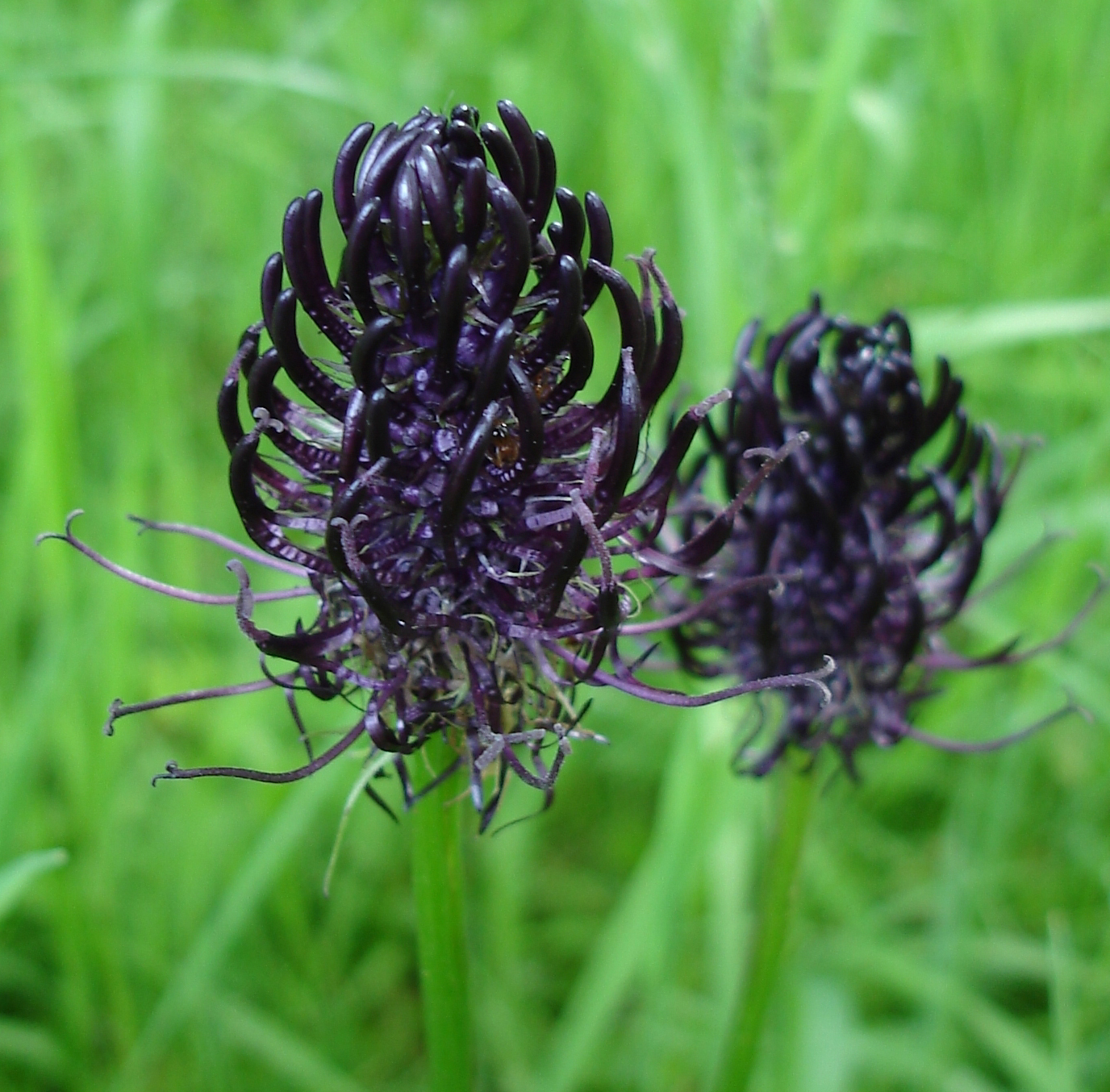
Phyteuma nigrum
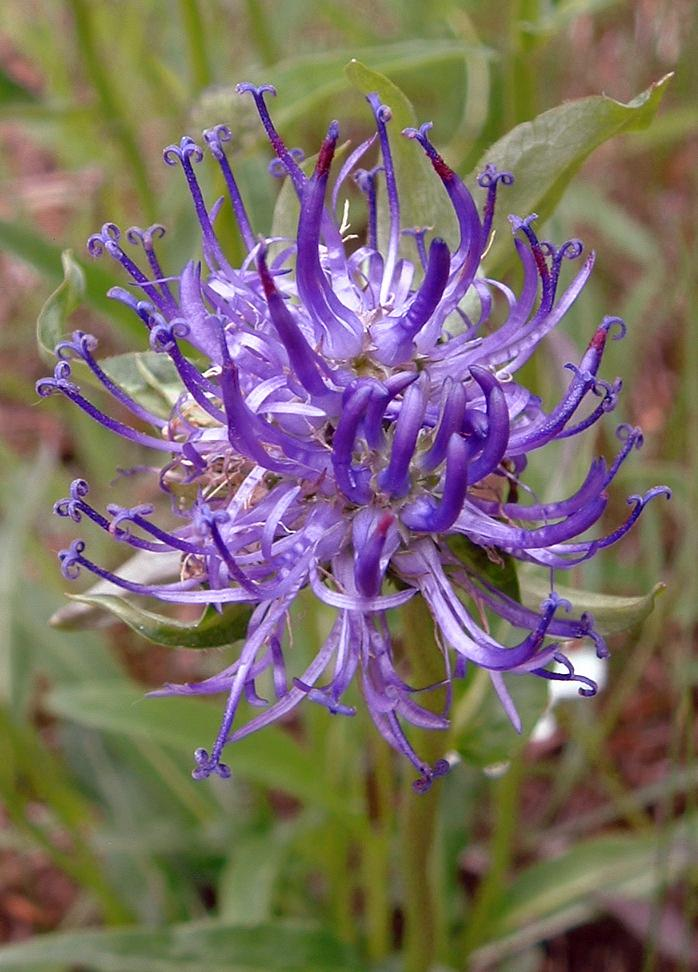
Phyteuma orbiculare
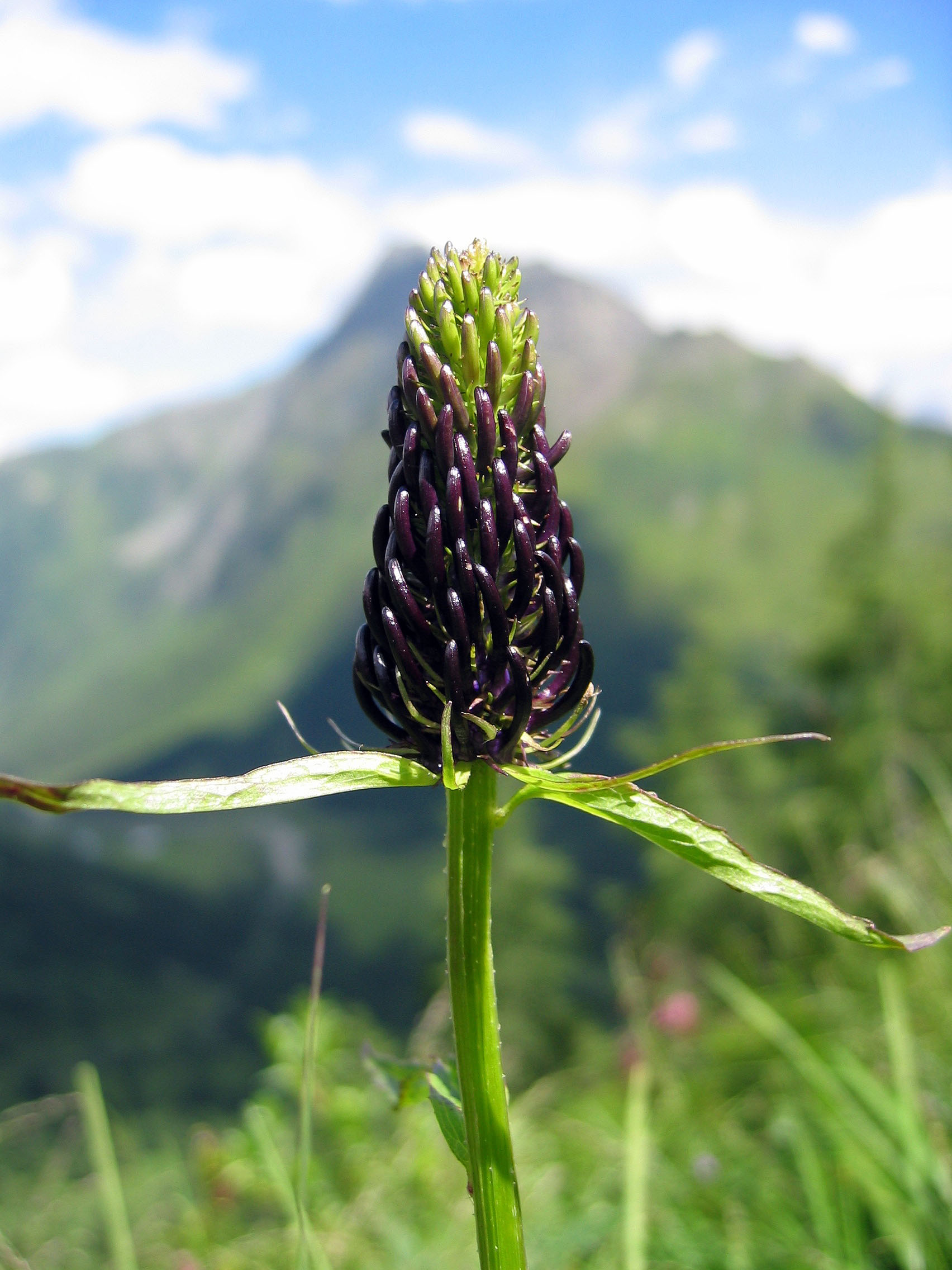
Phyteuma ovatum
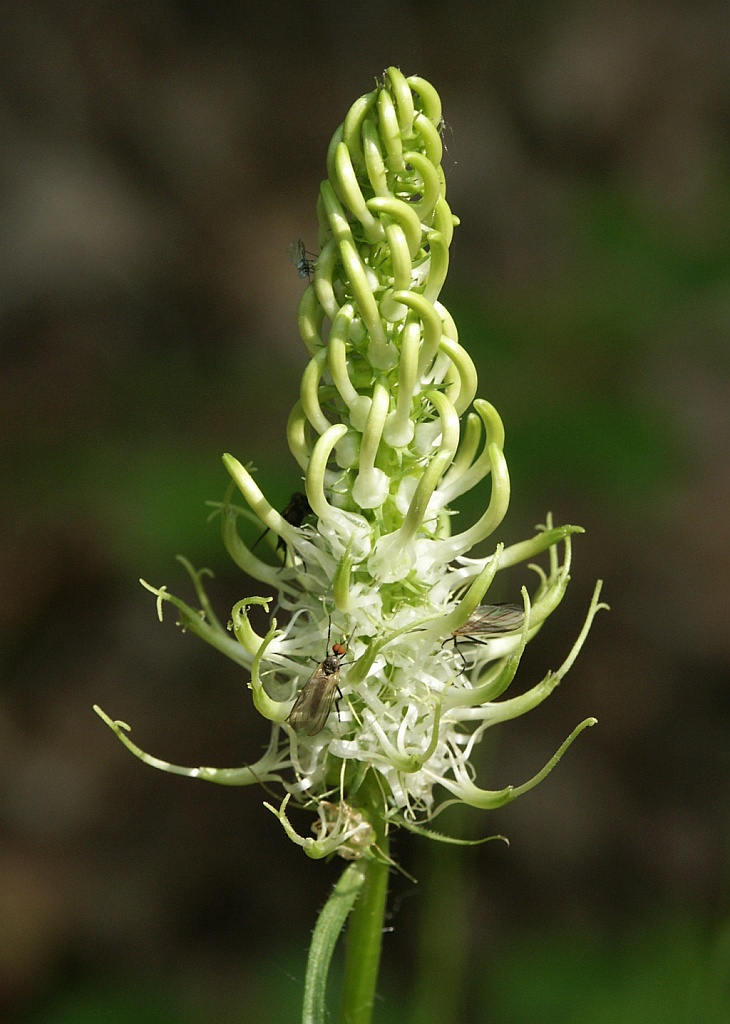
Phyteuma spicatum

## R
- Rhigiophyllum Hochst., 1842
- Roella L., 1753
- Ruthiella Steenis, 1965

## S
- Sachokiella Kolak, 1985
- Sclerotheca A.DC., 1839
- Sergia (botanica)Sergia Feed., 1957
- Siphocampylus Pohl., 1831
- Siphocodon Turcz., 1852
- Solenopsis C.Presl, 1836

## T
- Theilera E.Phillips, 1926
- Theodorovia Kolak., 1985
- Trachelium L., 1753 -  Trachelio
- Treichelia Vatke, 1874
- Trematolobelia Zahlbr. ex Rock., 1913
- Triodanis Raf., 1838

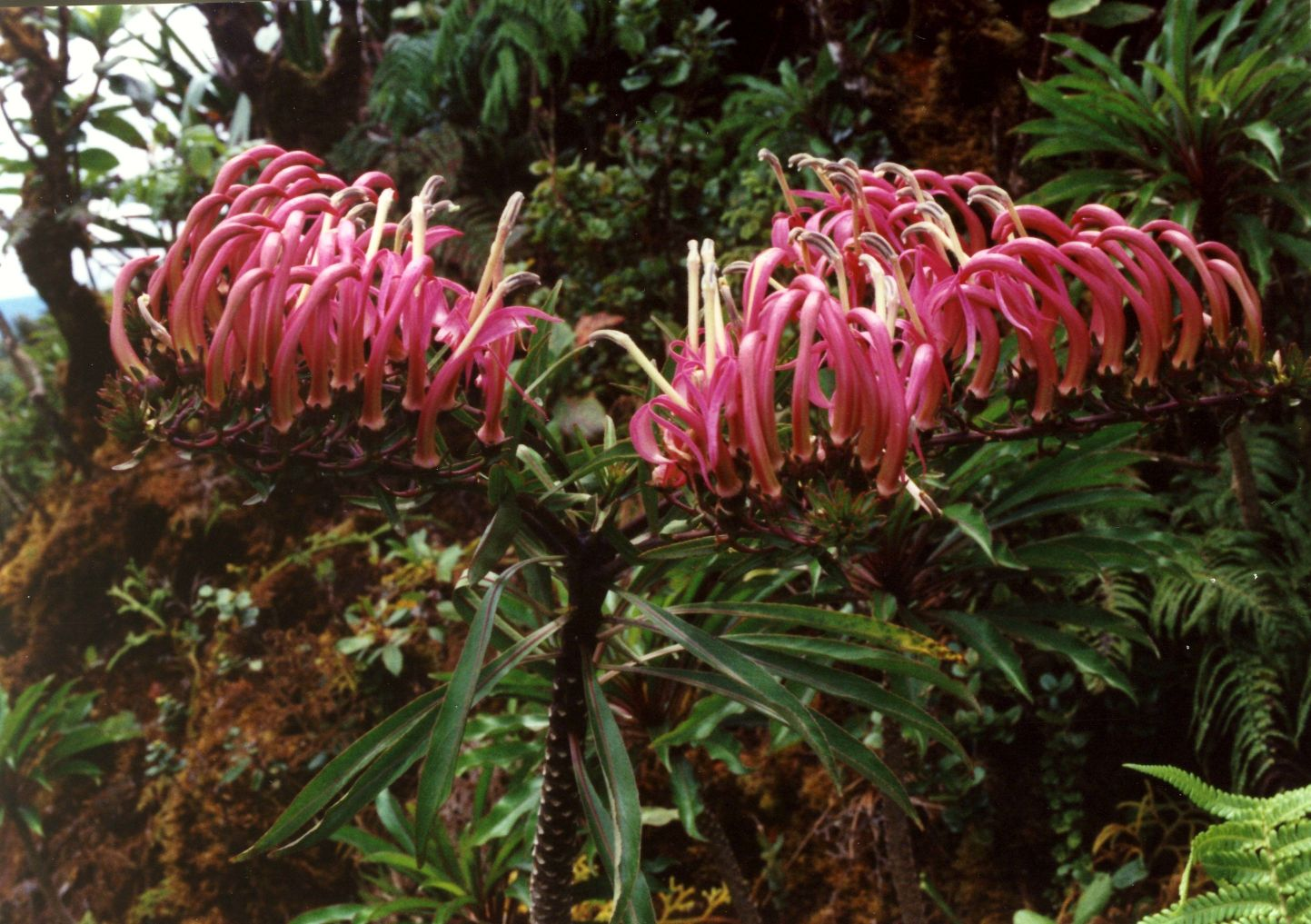
Trematolobelia macrostachys

## U
- Unigenes E.Wimm., 1948

## W
- Wahlenbergia Schrad. ex Roth., 1821
- Wimmeranthus Rzed., 2018
- Wimmerella L. Serra, M.B. Crespo & Lammers, 1999

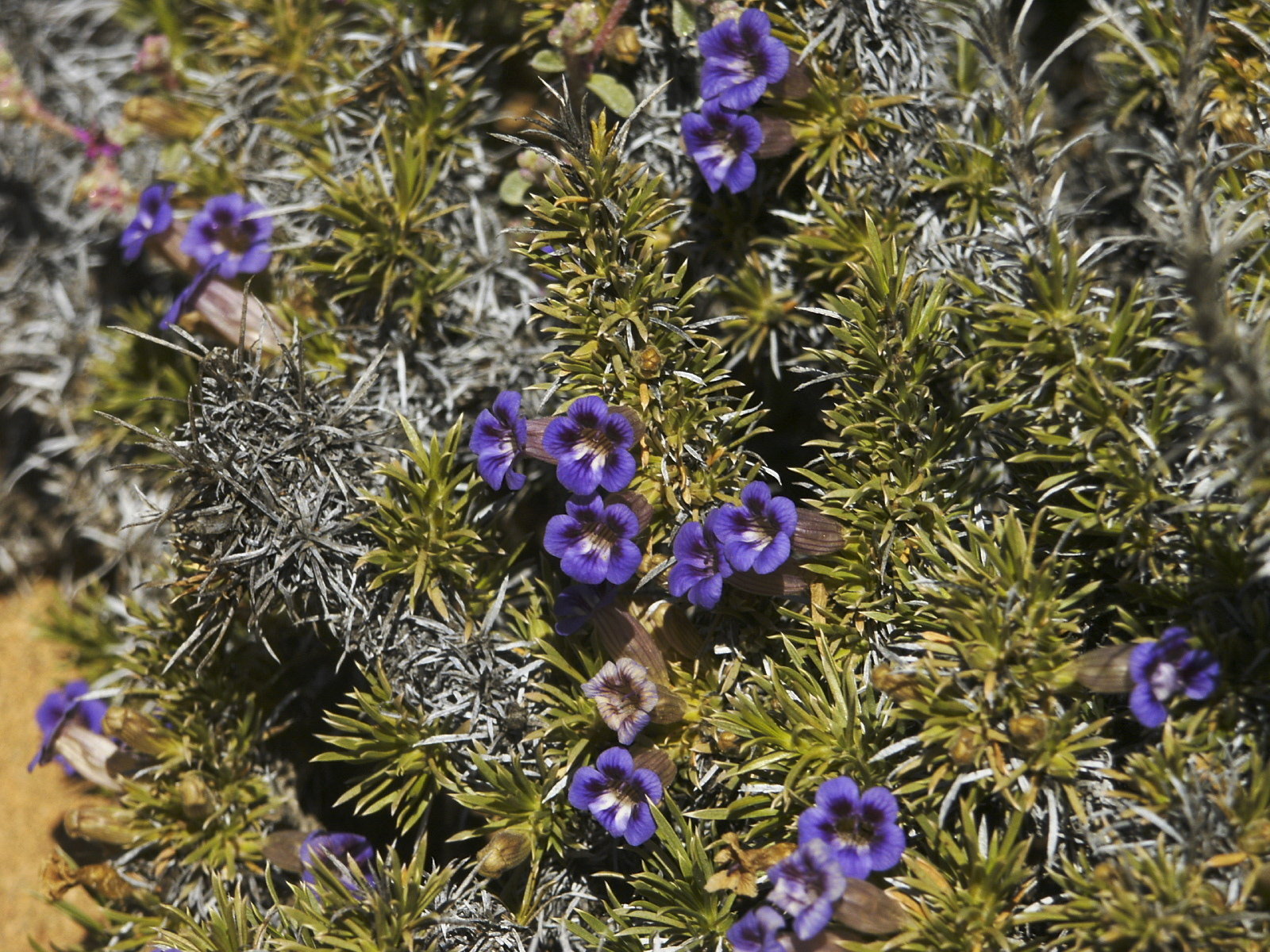
Wahlengeria annularis
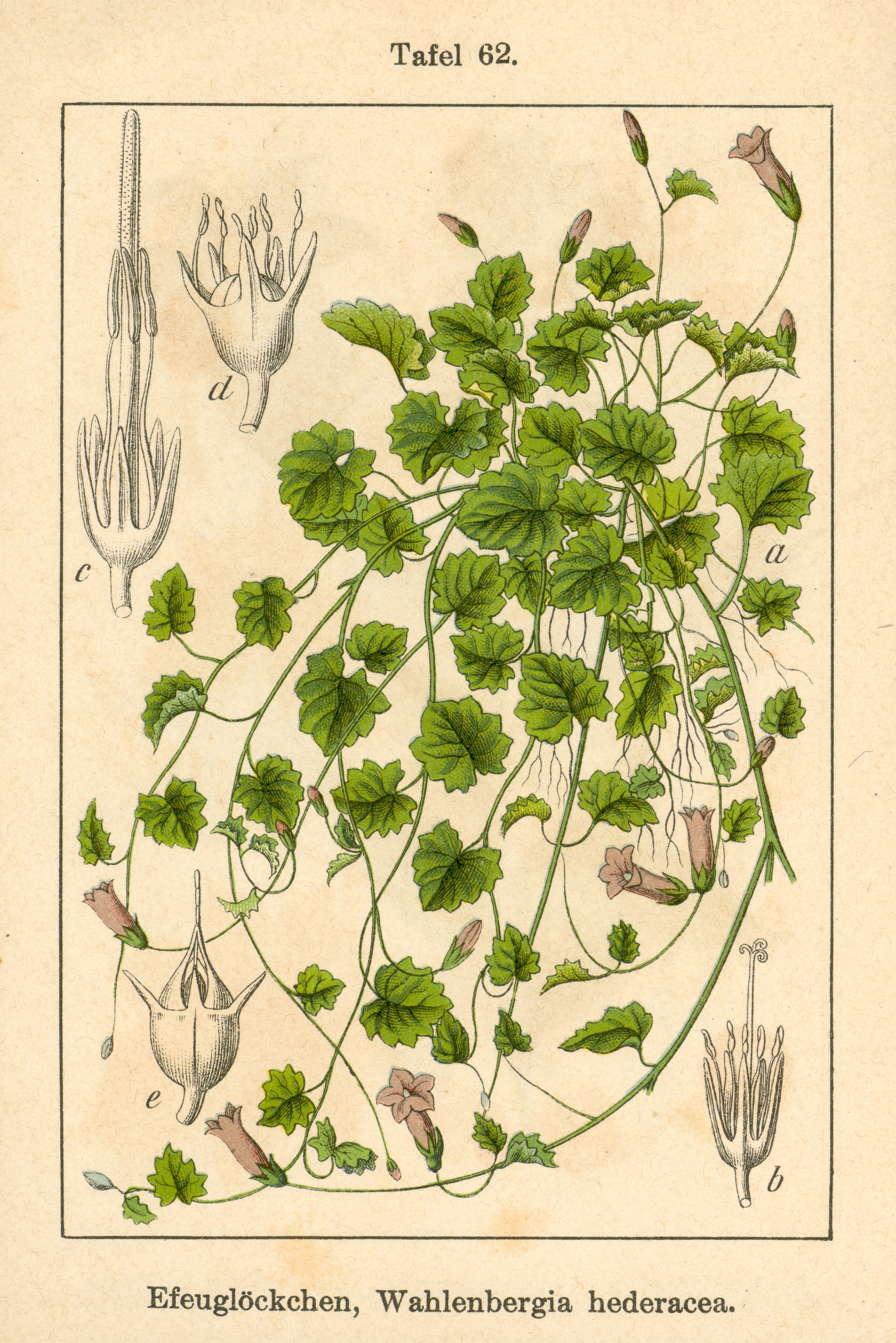
Wahlenbergia hederacea
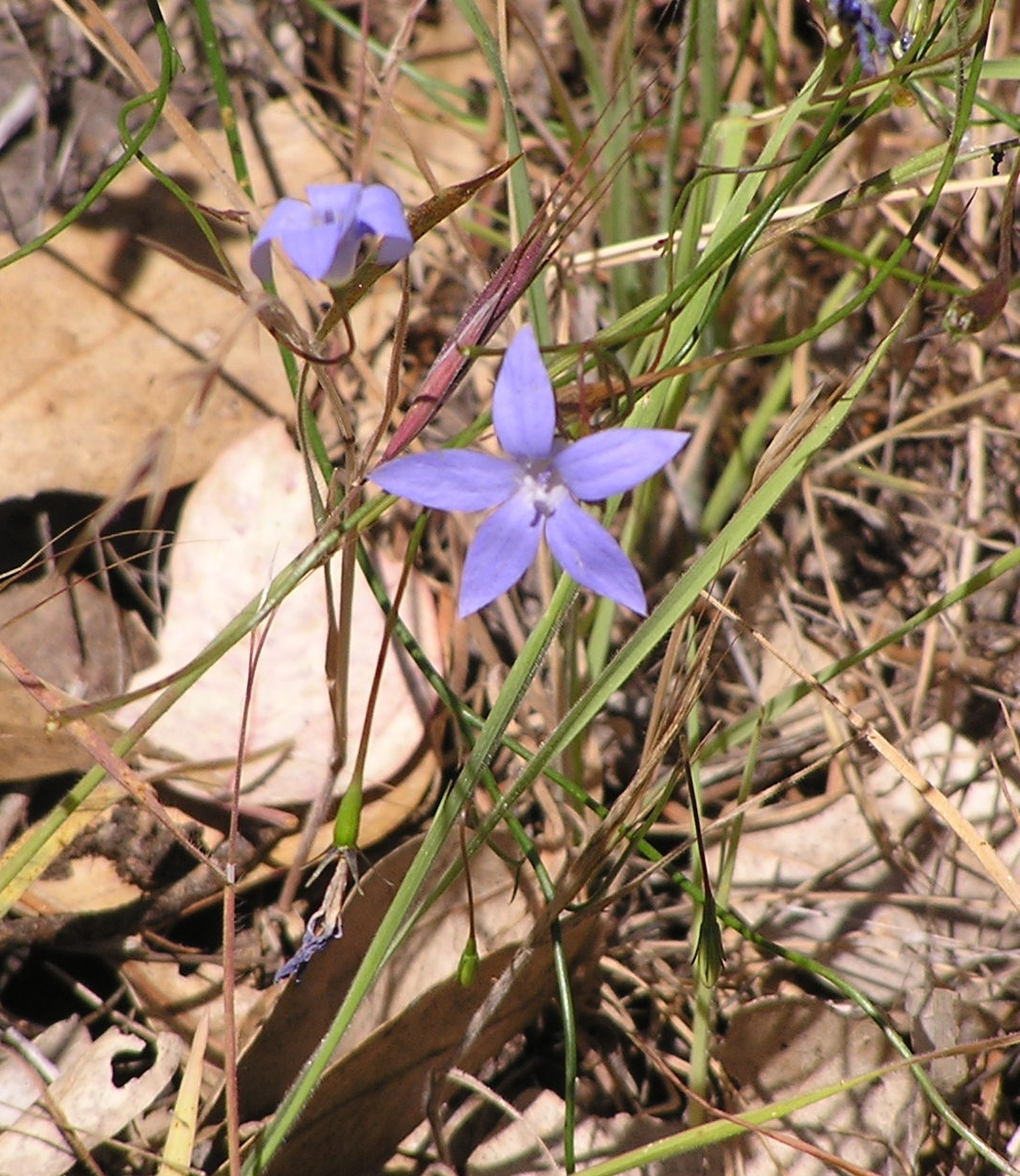
Wahlenbergia stricta

## Z
- Zeugandra P.H.Davis, 1951